# クリムゾンガールズ
『クリムゾンガールズ』は、クリムゾンによる日本の成人向け漫画。同作品を原作とする実写AV、OVA作品。本項目では、『クリムゾンガールズ』とその関連作品を扱う。

## 概要
『クリムゾンガールズ』は2008年に同人誌として発表されたが、商業化されコミックシーモアで配信された。2011年には同作品を原作とする実写AVが制作され、2012年にはOVAとしてアニメ『クリムゾンガールズ〜痴漢支配〜』が発売された。また、2015年2月23日まで、ソーシャルゲーム『クリムゾンガールズ おさわりバトル』がDMMにおいて配信されていた。
関連作品が多くあり、『クリムゾンガールズ』に登場する人物、「泉アリサ」を主人公の一人とする『ガールズファイト完全版』および「黒羽みつ」を主人公とする『ヴァージントレイン完全版』が2011年に海王社から単行本として出版された。さらに本作の続編として『クリムゾンローズ』、『クリムゾンキャッツ』、『クリムゾンガールズ2』が発表されている。シリーズ累計で600万ダウンロードを記録している。
レイプする男たちは「孕ませるのが一番」と言っても被害者となる女性たちは妊娠しない、死なない、後々まで残るような怪我はしない、廃人にならない等の設定となっている（これはAV、OVA、ゲーム等の他メディア展開の際にも徹底されている）。作者自身もTwitterで「登場する女性たちは生への執着が強い」ことを述べている。また、あとがきでは強気な女性が多いが登場する女性は全員Mであり、その理由は作者がSだからと記述されている。尻を叩かれるシーンがあるキャラクターはドMとの事。
また、女性視点で描かれることが多く「女性が犯される」ものとして描写される話が多い。ただし『強制操作シリーズ』のように男を主人公として設定されているものもあり、こちらは男女の思考が入れ替わる形で描写されるのが特徴。
登場するヒロインたちはは高校生～二十代（もしくは年齢不詳）がメインであり、「スタイル抜群（巨乳）」「格闘技をやっていて腕が立つ（強い女）」などの設定も多く、舞台も現代が主となる。

## あらすじ
以下では、特に断りのないかぎり、漫画版に準拠して記述する。

### クリムゾンガールズ
超能力者である神沼カオルは、たまたま乗った電車で金髪のとても美しく自信に溢れた雰囲気の女性・七瀬サキを目にする。思わず彼女を痴漢しようとするが、不調で超能力を発揮できずに電車から引きずりおろされた挙げ句、サキとその仲間である女子大生・黒羽みつ、格闘家・泉アリサ、探偵・紫月マキノによってリンチされた。彼女たちは、七瀬探偵事務所に所属する有名な女武闘派集団「クリムゾンガールズ」だった。サキから「この辺で許してあげる」と解放されたカオルは、痴漢しようとした獲物に見逃されるという屈辱を味わう。
その後、カオルは復讐を計画し、大勢の「兵隊」を動かして最初に黒羽みつを狙う。たまたま電車内に一人でいたみつは、あっという間に男に取り囲まれ、得意とする空手を発揮することも出来ないまま衣服を剥がれ辱められる。そのまま男たちに拉致監禁され、輪姦によって処女を失った。みつの矯声を電話越しに聞かされたサキは愕然とするが、どうすることも出来なかった。
やがてアリサとマキノも同様の手口でカオルの手に堕ちてしまう。誇り高い女性だった3人は、今や洗脳されて性的に奉仕するようになっていた。彼女たちを人質にとられたサキは、やむをえず呼び出しに応じる。サキは3人を救うため、カオルに仕掛けられた性的なゲームに乗る。勝てば仲間三人を解放するという約束だったが、サキはあえなく敗北。さまざまな辱めを受けた上、ついに彼にレイプされて服従せざるを得なくなる。そんなサキに対しカオルは「この辺で勘弁してやるよ」と高らかに言い放つ。こうしてサキを見逃すことで屈辱を与えたカオルは復讐を成し遂げた。

### クリムゾンローズ
カオルは次の標的を、元女刑事・天野アカネが作った組織「ROSE」とする。そして七瀬サキを脅迫して、「ROSE」のメンバーである桜のぞみの情報を手に入れて拉致・監禁する。「ROSE」の詐欺師・柚木エリカはカオルを罠にかけて金銭を巻き上げようとするが、失敗して逆に彼に辱められてしまう。仲間を失ったアカネは今まで捕まえてきた男たちの慰み者となり、「ROSE」は壊滅した。

### クリムゾンキャッツ
ある日、カオルは女復讐屋「キャッツ」の罠にかかってしまう。彼は再び七瀬サキを犯して彼女から情報を入手する。そして、キャッツの武闘派・りん、参謀役のミレイを監禁し、彼女たちがレイプされる様子を撮影する。神沼はその動画をキャッツのリーダーである風子に送りつけた。おびき出された風子は大勢の男に辱められ、キャッツは崩壊する。

### クリムゾンガールズ2
七瀬探偵事務所のメンバーである黒羽みつ、泉アリサ、紫月マキノの3人は依頼を受けて、あるイベントサークルに潜入する。後述のように七瀬サキは裏方のため出番はない。順調に捜査が進むかに思えたその時、3人は罠に嵌まり媚薬を飲まされてしまう。抵抗できなくなった彼女たちは男たちの慰み者となり、膣内射精を含む激しい凌辱を受ける。そして、彼女たちは記憶を消去する薬を使って記憶を消されそうになるが、間一髪のところで警察が踏み込みイベントサークルは壊滅することになった。凌辱されながらもマキノが密かに外部で待機するサキに通信を送り、それを受けたサキが警察に通報したことで事なきを得た。

### クリムゾンプリズン
クリムゾン15周年記念作品。漫画版と共にMOODYZの実写版が製作されたコラボ作品。悠里ともかは仕事中、その界隈では大物とされる男から誘惑され平手打ちを見舞うという騒ぎを起こしてしまう。その後、友人である令嬢アイドル・二階堂サラと女格闘家・泉マヤと三人で食事をとっていたところ、何者かが盛った睡眠薬により意識を失い拉致されてしまう。個室に監禁された三人の前に「エクスタシーshow」の司会者を名乗る女性ジュエが現れる。三人が解放されるためには誰か一人でも「ゲーム」をクリアする必要があると告げるが、その内容は女を凌辱するための卑猥なものだった。サラ、マヤと立て続けにゲームに敗北し、残ったともかだけはクリアしたもののすぐに解放されることはなく、三時間に渡って男たちに凌辱され続けた。その中でともかは悟る。これは最初から自分たちを凌辱するために仕組まれたものだと。屈辱の宴の後、ジュエはある人物に電話越しに報告する。その相手は先日、ともかに平手打ちされた男だった。

### クリムゾンドリーム
ある日、探偵の七瀬サキは不思議な依頼を受ける。それは天才退魔士・川澄カグヤからの依頼で、「妖魔」という怪物を操る秘密組織「黒サソリ」を調査して欲しいというものだった。「黒サソリ」は既に105人もの女性を誘拐していたが、どういうわけか警察の捜査は行われていなかった。依頼者のカグヤと共に「黒サソリ」の地下のアジトに潜入することを決めるサキ。だが、それは2人にとって悲劇の始まりだった。
地下の妖魔たちを倒し快進撃を続ける2人だったが、敵の総帥・宝来ジュエが現れると事態は一変する。一瞬で倒された2人は目を覚ますと地下の牢に捕らわれていた。そして、そこには他に女子格闘家・泉アリサ、女子アナウンサー・悠里ともか、グラビアアイドル・南雲さゆき、女スパイ・ケーシャ、小悪魔ギャル・桜のぞみ、正義感の強い女子高生・藤浦ヒナタの姿があった。彼女たちは全員首輪をつけられ、これから非人道的な見世物に出させられることになっていた。
男たちに身体を弄ばれ、屈服すると負けというゲームをトーナメント形式で強要される8人の女性。負ければすぐにレイプされ、人格が破壊されるまでレイプされる。サキは、正義感の強い女子校生の藤浦ヒナタとの戦いに辛くも勝つ。だが、負けたヒナタはセーラー服を剥がれ、未成熟の幼い肢体を男たちに好き放題にされることとなる。一糸纏わぬ姿で輪姦され、処女膜を破られ、膣内射精をされるヒナタは泣き叫ぶことしか出来なかった。桜のぞみは大きすぎる快楽により身も心も支配され、快楽を与えてくれる存在としてジュエを崇拝する奴隷と化してアシストを務めた。
こうして次々と凌辱されていった。サキとカグヤは対戦を勝ち進め、決勝に残る。そして、2人は仲間の助けに希望を求め、決して屈服しようとしなかった。だが、非情なジュエはルールを無視し、男たちに2人とも犯してしまうように命令する。快楽と電流による寸止め地獄の果てに男根を挿入され、カグヤは快楽に負けて嬌声を上げ続けた。一方のサキも強姦されて発狂しそうになるが、そこにクリムゾンガールズの仲間の通報により警察が到着、8人の女性は解放された。
解毒薬を投与されて本来の自分自身を取り戻すが、ジュエに刻み込まれた異常な快楽の記憶は消えることなく8人の心に暗い影を落とす。完全包囲された施設から隠し通路を使って脱出したジュエの行方は知れず、まるで煙のように姿を消した。

## 登場人物

### 男性キャラクター
いずれもヒロインを凌辱する者として登場。物語の主人公として描かれる者もいる。
神沼カオル
『クリムゾンガールズ』及び『クリムゾンローズ』『クリムゾンキャッツ』の語り部にして主人公。25歳。当初は名前設定がなかった。「意志が弱った人間の心を少しだけ操る能力」を持つ。金儲けや犯罪には使わず、気に入った女たちを屈服させ自分のモノにするために行使する。また、女を落とす中で培ったテクニックに絶対の自信を抱いている。スターシステムにより様々な作品に登場し、ヒロインたちを凌辱する。
作品を重ねるごとに若返り、初登場時よりも少年のように見える。体格も筋肉質から細身になり、服装もタンクトップからフード付きのパーカーに変化した。
家族には両親と義母、一目置いている兄カズサ、養子の弟リオ（理央）、義母の連れ子である義妹月子がいる。また、ペットとして犬のホネがいる。
『クリムゾンガールズ』では、体調不良の中、七瀬サキと遭遇し、その美しさに魅入られ「ここで手を出さないと一生後悔する」と考え痴漢を働くが、すぐさま電車から降ろされクリムゾンガールズの面々に叩きのめされた。しかもサキには「この辺で許してあげる」と情けをかけられ見逃されるという屈辱まで味わわされたため逆襲に乗り出す。サキを除いたガールズ全員を凌辱の末に洗脳して屈服させた。サキだけは洗脳することなく「この辺で勘弁してやるよ」と見逃すことで屈辱を与え、復讐を果たした。しかしその後も事務所を訪れるたびに凌辱を行っている。アニメ版はリンチにされてサキら女探偵の面々に復讐するという設定は無く、噂を聞いて「生意気な女を屈服させる」という目的で動いた。
電子書籍版では彼の語り口が異なる他、サキたちにボコられた後「もし、いつもの力が出せればこんなことにはならなかったのに」と悔やんでいる。
女を犯すことに関しては一切容赦しないが、自分を「アニキ」と尊敬する子分たちの頼みを聞いてローズ壊滅に乗り出したり、依頼をした後はサキにきちんと依頼料を渡すなど律義な性格。また、子分とは別に配下の「兵隊」を多数抱えており、その中にはクリムゾンガールズの取引先の社長や痴女もいる。『クリムゾンガールズ』では「能力で洗脳した兵隊」をガールズにけしかけている。
『強制操作～ヒナタ編～』では痴漢していたところをヒナタに見咎められるが、逆に彼女をお気に入りとして凌辱した。ヒナタの自宅にまで乗り込み、ベッドに手錠で拘束することで「屈服する理由」を作った。
『マッサージでイカされる女たち』にもサキを罠に掛けるべく依頼人として登場。レズビアンたちに散々弄ばせた後、最後は自らの手でサキを凌辱した。
『ヴァージントレイン』ではのぞみを拘束し、兄カズサに協力する形で一緒に弄んだ。
『ヴァージンツィート』では水咲あいがSNSサイトで呟いた「理想（エロ妄想）」を叶える謎の男として登場。あいが呟いたエロ垢の内容を叶える形で幾度も犯し、最後はあいからお願いされたことで快楽を与え寂しさを満たした。この話のカオルはほとんど喋らず、また終盤であいが好意を持つなど恋愛要素のあるものとなっている。
『痴漢囮捜査官キョウカ』に登場した際は新たな能力を見せており、快感を抑制（絶頂できないカラダにする）したり解除したりしている。不感症だと思っていたキョウカに快楽を教え込んだ。
鎌田紐男（かまた ひもお）
『強制操作』の主人公。22歳。フリーター。肥満体型のジャージ姿でオタクの青年。気の弱い性格だが調子に乗りやすく一人称がたまに「ボク」から「俺」に代わることがある。
女性にまったくモテず妄想だけをしていたところ、謎の女（淫獣ナユタ）から「女を操れる携帯（スマホ）」を渡され、数々の女性たちを陵辱していくこととなる。
スマホの正体は「持ち主の性欲をエネルギーにする」もので、愛情の力には弱いという欠点がある。最終章でレズビアンの恋人同士である女性シンガー・アンリと女性ギタリスト・オリエを犯して有頂天だったが、2人の愛の力によりスマホが作動しなくなり、オリエに反撃されたことで動揺し無理に命令を送ろうとしたため暴走を引き起こし鎌田は「消えて」しまった。
『アイドル強制操作 学園編』では清掃員として学園中の美少女たちを凌辱した。
小説版『アイドル強制操作 ～スマホで命令したことが現実に～』（美少女文庫）にも主人公として登場。こちらでは「グフフ」笑いが口癖として描写されている。また、本来の一人称は「オレ」だが、人と話す時はオドオドしてしまってつい「ボク」と言ってしまうことが語られている。
たまたまスマホを弄っていたところ、持田あずさから盗撮疑惑をかけられてしまい、その場に居合わせた黒羽みつに取り押さえられ、半ば無理やりスマホのエロ画像を調べられる。疑いは晴れ解放されたが一言の謝罪もなかった。その後、謎の女性からもらった悪魔のスマートフォンを用いて復讐に乗り出し、4人の女性を心身ともに屈服させ奴隷にした。しかし次第に満足できなくなり、アンリとオリエの存在に目をつけ次の獲物と決めたところで終わる。
鎌田卓夫
『強制操作-外伝-』に登場した主人公。22歳。容姿や名前は上記の鎌田と似通っており、女を操る携帯を用いて数々の女性たちを犯す。特に女優やアイドルが持つ「他者に媚びていても瞳の奥に屈服を拒む強い光を宿す」ものに惹かれている。上述の鎌田と比べると下卑た笑みや陰湿な言い回しが多い。口癖は「グフフ」。
こちらのストーリーを基にした小説『アイドル強制操作 ～スマホで命令したことが現実に～』（美少女文庫）も発売されたが、主人公の名前は「鎌田紐男」になっている。ただしキャラクター性や言い回しなどは卓夫を意識されている。
『命令に逆らえない女～女を思いのまま操る悪魔のスマートフォン～』にも登場。
多摩本マナブ
『強制操作～ヒナタ編～』の主人公。勉強もスポーツも人並み以下の冴えない高校生。性欲だけは人一倍強い。学校にエロ本を持ち込んだところ、ヒナタに咎められた過去がある。
ある日、謎の女性から「女を操れる携帯」を授かり、同じクラスの風紀委員「藤浦ヒナタ」を密かに凌辱。始めは復讐が目的だったが、一年かけて弄んでいる内に愛情が芽生え始めてしまう。ヒナタが神沼に犯されていたことを知ると暴走を始め、自らの手で凌辱に出る。没収されてエロ本と同じシチュエーションでヒナタを犯した末に、カラダを操っても心までは操れないと気づき、謎の女性（淫獣ナユタ）にスマホを返却した。
汚村キヨシ
『感覚がつながる魔法のオナホ ～生意気ギャルに遠隔挿入～』に登場。カフェの雇われ店長で、謎の女（ジュエ）からもらった「感覚がつながる魔法のオナホ」を用いて、常連客のギャル・桜のぞみを弄び、最後は自らの手でレイプした。
サングラスをかけた中年男性で人相が悪く、語り口も上記の男たちと比べると粗野。ただし特に気が強いわけではない。
グデンメスタ共和国皇太子ブリード
『囮捜査官キョウカ8』にて初登場。来日した際にキョウカにSPを依頼する。キョウカと対面し車に乗り込むとボディチェックをするといいキョウカの着ていたドレスを無理矢理脱がせる。そして手始めにキョウカの乳首を舐め回してキョウカをイカせる。実はこの男は月子によって配信された監禁されて無理矢理イカされるキョウカを視聴していた1人であり自身もキョウカを犯したい欲求を満たすためSPを依頼しキョウカに近づいたのである。キョウカはイキやすい肉体を有しながらも快感を受け入れていない所を高く評価し車内でほかのボディガードと共にキョウカのあらゆる性感帯を責め続ける。キョウカが後で抗議すると言ってきても臆することなくついにはペニスを挿入する。そしてキョウカをパーティ会場で見世物にする事を伝え日本では認可されていない強力な媚薬をキョウカのアナルと乳首に使い、クリトリスにも日本では認可されていない強力なバイブを当て最後には膣内射精をする。
続編となる『囮捜査官キョウカ9』ではキョウカの身包みを全て剥がし全裸の状態で監禁する。まず手始めにパーティが始まるまでの24時間を調教師達に託しキョウカを調教してもらう。そして調教が終わりキョウカが壁に開脚ポーズのまま拘束された状態でパーティは開催される。そして大勢のギャラリーに向かってキョウカの陵辱ショー開演を宣言する。陵辱ショーではキョウカの「ダメ！」という声を一切聞き入れずキョウカを1分間に5回もイカせる事に成功し、大勢のギャラリーの前で「今までで一番気持ちいいSEX」である事を認めさせようとするがキョウカに「もっと気持ちいい事を知ってる」と言われ堕とすことは出来なかった。その後躍起になってキョウカを数時間レイプし続けるが数々の違法行為を国際警察に摘発され、キョウカは救出されブリードは逮捕された。
虎道大慈
『新退魔士カグヤ』『新退魔士カグヤ2』に登場。非力で中年の醜男だが、人間としてはカグヤに男根を挿入した初めての男であり、アナル処女まで奪っている。後述の内容から「最も恐ろしいのは人間」ということを体現したような人物である。
『新退魔士カグヤ』ではカグヤに自身の別荘に住み着く淫魔の討伐を依頼する。淫魔との戦いで疲弊しきっていたカグヤに休む場所を提供する。続編となる『新退魔士カグヤ2』ではカグヤが寝ている隙にカグヤを拘束。戸惑うカグヤの衣服を全て脱がしてカグヤを陵辱する。その際に幼い頃に女性のヒーローが悪の組織に捕まり拷問されているシーンを見て興奮し、強い女を犯したい性癖に目覚めておりカグヤはまさに強いヒロインであり卑怯な手段で弄べる事に強い興奮を感じる。まず最初にカグヤに「オナニーはどれくらいするのか」と質問する。答えないカグヤに強力な媚薬針をカグヤの右乳首に刺しそのまま舐め回しカグヤをイカせる。媚薬針の威力をカグヤに理解させ改めて同じ質問をして今度は媚薬針をクリトリスに当てようとする。カグヤは答えるもクリトリスに媚薬針を刺しカグヤをイカせる。そして今度はカグヤの膣にバイブを入れたままカグヤの初体験を聞く。カグヤに「もういいでしょ！」と言われるもバイブを動かし続け媚薬針を首に刺して盛大にイカせる。それでもなお答えないカグヤに再び右乳首に媚薬針を刺してイカせる。妖魔が初体験の相手である事を聞き出し人間とはまだ未経験である事が分かると興奮してカグヤの膣に自身の男根を挿入する。2度に渡りカグヤに膣内射精をした後にカグヤを目隠しして両乳首を責めてイカせたり、クリイキとナカイキどちらが気持ちいいかを聞き出していく。遂にはロクな調教も拡張もせずにカグヤのアナル処女も奪う。カグヤが気絶した隙に自身の性癖を作るキッカケになったヒロインの衣装を着させて電撃拷問をしていく。1時間ほど拷問した後に再びカグヤに挿入し再びカグヤに屈辱的な手段で犯す事を宣言し、カグヤが気絶した隙にカグヤの服を再び剥ぎ取り姿を消した。
『新退魔士カグヤ4』では妖魔同盟の幹部の一人妖竜ナージャと取り引きしている。
『真退魔士カグヤ5』では裏で手を回し、まんまとカグヤを捕らえることに成功する。そして人質の命を賭けた凌辱格闘技大会に強制参加させ、敗北のヒロインとして妖魔たちに凌辱させた。
『真退魔士カグヤ6』と『真退魔士カグヤ7』ではついにカグヤの前に姿を現し、1週間後に控えたリベンジマッチに協力すると言い出し、「寸止めを続けさせて霊力を増幅させる」という体で凌辱する。結局約束を破ってカグヤを何度もイカせた。
『真退魔士カグヤ9』では試合に勝って疲弊していたカグヤを再び捕らえ、一般人たちの前で凌辱。そしてヘンタイ趣味の紳士貴婦人たちの前でも見せつけるように犯した。虎道の最終目的はカグヤを「正義のヒロイン」に仕立て上げ、自らの手で穢すことにあった。その過程でナージャを凌辱して支配し、妖魔同盟も乗っ取ってしまっていた。カグヤを気が済むまで弄んだ後、用済みとなった妖魔同盟は解散となった。結局のところ、カグヤも妖魔同盟も虎道大慈という一人の男の欲望に振り回されたに過ぎなかったと言える。
『クリムゾン妖魔大戦/同X』でも悪役として登場。「強い正義のヒロインを犯したい」という欲望がある点は同じだがメインストーリーではカグヤ以外にも強い退魔士がいる世界観上カグヤのみに執着しているわけでは無く「強い退魔士」なら誰でも欲望の対象である（但し一番のお気に入りがカグヤ出ある事は変わらない）。レンゲと組んで（利用し合って）自分の財力・権力を用い退魔士が集まる大会を開催、レンゲに霊力を弱める結界を会場に張らせて参加した退魔士達を一網打尽にさせた。だが結界の外で上級妖魔と戦っていた退魔士達が妖魔を倒して結界を破壊し助けに来たため計画は頓挫。その際、妖魔と繋がっていた政財界の人物は皆摘発されたが彼は逃げ延びており、後に奸計を用いてカグヤを主人公やミコトを初めとする退魔士達の眼前で再び凌辱しようとするが耐えきれなくなったミコトが助けに入ったため失敗。何処かへと逃げ去った。
また、2023年のエイプリルフール企画ではゲームスタート画面が彼がジャックした物に変わりカグヤと共に大きく描かれている（カグヤや他の主要キャラは一様に嫌そうな顔や怒った顔をしている）。
久豆西ヒロアキ
『女体操作スマートフォン』の主人公。20歳、無職。性欲の強さ以外取り柄のない男。容姿は鎌田をより根暗で陰気にしたような感じとなっている。口癖は「グフフ」。
謎の女（ジュエ）からもらった悪魔のスマートフォンを用いて、高校時代の後輩・沢近あのんを凌辱する。
これを皮切りに、七星高校時代に人生を狂わせた4人の女たちへの復讐を開始する。
手始めに、容姿の可愛さを利用して体育祭の仕事を押し付けた宇佐美みくをターゲットに定める。『仕事を代わってくれたらイイコトしてあげる』と言われてエロ妄想を炸裂させたものの、それを反故にされたので当時の妄想を実現させようとする。
垣杉三郎 / 尾加本
『真退魔士カグヤ3』から登場。カグヤが小学6年生の時の同級生。いつか告白しようと思っていたが「ある事件」でカグヤが転校してしまい叶わずにいた。肥満体型ではないが顔は大きく冴えない容貌をしており、身長もカグヤよりやや高いくらい。
当初は名前が「尾加本」だったが『辱2』から「垣杉三郎」に変わった。
レンゲが経営するおさわりパブの客としてやって来た際にカグヤと再会。想いを遂げるべく30万円を支払いVIPルームにてカグヤを犯し抜いた。こういうことには慣れているようで相手がカグヤだとわかる前も弄ぶことに抵抗はない態度だった。更に性欲旺盛で最終的にカグヤに8回も中出しをしている。
後述にもあるようにカグヤに対する好意は妄執の域にまで達しており、性欲の捌け口にすると同時に支配したいという想いが見え隠れしている。虎道と比べると金も権力もないが、若いゆえに性欲旺盛で行動力もあり何をするかわからないところがある。これらのことから虎道とはまた違った意味で危険人物である。
『退魔士カグヤ辱』にて再登場。カグヤがおさわりパブからいなくなったことを知り探し続けていたところ、首輪の影響で「好意を持つ人間の命令に逆らえない」カラダになったカグヤを見つけ、自宅まで連れ込んで凌辱する。カグヤに自分のモノになってほしいとしつこく迫り「（首輪の副作用が切れる）1週間だけなら」と無理やり承諾させる。その後も縛り上げてオモチャで責め続けるなど支配を目的とした監禁同然の扱いをする。
『退魔士カグヤ辱2』では引き続き1週間に渡ってカグヤを責め続け、快楽堕ちさせることで自分のモノにしようとする。歩道や喫茶店の中でカグヤを弄んだり、カグヤのハメ撮り写真を友達に送り付けようとするなど常にカグヤの羞恥心を煽っていた。後編では場所をホテルに移し、カグヤの身も心も完全にモノにしようとするべくセックスを続ける。そして服従の言葉を「命令」によって引き出させるが、カグヤの霊力を辿って来たメルによって眠らされてしまった。

### 七瀬探偵事務所
クリムゾンガールズに登場する女性たち。スターシステムにより様々な作品にも登場している。
七瀬サキ
演 - 菅野さゆき（クリムゾンガールズ囚われた女探偵たち）、沖田杏梨（クリムゾンドリーム）
声 - 佐藤千幸（クリムゾン妖魔大戦/同X）
身長 - 169cm B91 / W60 / H89
探偵事務所所長の若く優秀な女性。金髪。通称は「ナナ」。莫大な借金を抱えており、返済のために危険な依頼も受ける探偵家業を営んでいる。仲間たちから慕われているリーダーであり、彼女自身も仲間思い。
かつてルームシェアをしていた「七瀬松子」という親友がおり、同姓だったことから姉妹のように仲が良かった。しかし、彼女は多額の借金を残して失踪。サキは自身が肩代わりすることを借金取りに申し出て風俗に売られてしまうが、プライドが高すぎて客の相手が出来ずに逃げ出してしまう。当時の屈辱を忘れることがないように「臥薪嘗胆の」意味合いを込め、その時に着せられた風俗店の服を今も着ている。
精神力が強く「堕ちない女」とカオルに高く評価されて本人には迷惑なことにお気に入りの存在ではあるが、「私…この男に負けたああっ!!」「もう許して…もう許してえぇぇ!!」などの台詞が示すように、最終的な末路は他の女性と同じであり敗北宣言も行っている。
借金返済のために非合法薬の実験バイトに参加しており、その際に受けた薬の効果により人より優れた身体能力と感覚機能を手にしている。しかし、敏感になりすぎて性的な刺激に弱いという欠点を抱えることになった。
『クリムゾンガールズ』で初登場。痴漢を行った神沼を大勢の前で制裁を加え、上から目線の発言と共に見逃すという屈辱を味わわせるが、その報復として仲間たちを次々と堕とされてしまう。電車内で一定時間絶頂しなければ仲間たちを含めて見逃すというゲームを受け入れるが、制限時間ギリギリで絶頂させられてしまい、敗北したサキは首輪とリモコンバイブを付けたまま繁華街を散歩させられる。到着したホテルの前で、この場でイカされるか衣服を没収されるかという二択を迫られ、選べなかったサキは全裸でイカされることになってしまう。その後、ホテルで情けないアクメ顔を晒しながら謝罪、完全敗北を認める。カオルに「性奴隷にして毎晩犯すか、調教して売り払うのもいいな」と言われるが、自身が言ったのと同じ言葉「この辺で許してやる」と言われて見下され、屈辱を味わわせるために見逃されるという結末となった。
『クリムゾンローズ』、『クリムゾンキャッツ』では神沼に犯されつつ、神沼が狙う女性組織のメンバーの情報（本名からスリーサイズまで）を提供してしまう。
『声の出せない状況でマッサージでイカされる女たち』では神沼が自作自演で仕組んだ依頼の罠（確証は無い）に掛かり大勢の女性エステティシャンに弄ばれた末、神沼に犯される。
『クリムゾンドリーム』では退魔士カグヤの協力者として登場。エクスタシーショー決勝でカグヤの相手となり、ジュエに挿入されると同時に絶頂し敗北宣言寸前に陥るが、直後警察の介入により救出された。敗北宣言にこそ至らなかったが、カグヤが敗北宣言を行った、或いは行おうとした描写は描かれておらず、ジュエの判定では両者敗北となっており、実際にはサキの敗北と言っていい内容となっている。
『クリムゾンガールズ00処女考察』（赤木リオによるスピンオフ作品）では、非合法薬のモニターになっていたサキの過去が描かれている。
現在は終了したソーシャルゲーム『クリムゾンセクシャルコロシアム』では2015年8月7日～8月13日15:00までの期間「 "クリムゾンガールズへの逆襲"終章　七瀬サキ編」が開催された。ランキングによって書下ろしの「【過敏】七瀬サキ」が入手できた他、クリムゾンローズの一人、柚木エリカが乳首を引っ張られながら繁華街を引き廻される特攻カード「【強気なドマゾ女詐欺師】柚木エリカ」として実装された。
『クリムゾン妖魔大戦/同X』では妖魔とも戦える探偵兼プロの護衛として登場。退魔士養成学校の創立記念パーティーの警備を依頼され学校周辺に現れる妖魔を倒していたが人間に化けた妖魔の侵入を許してしまう。それに気づいてパーティー会場に入り参加していた主人公達と共に妖魔を倒した後自分もパーティーに参加する。その後、部下の黒羽みつを強くするため彼女を連れて学校を再訪、ちょうど学園内で起きた2件の事件（捕えていた妖魔及び関係者の飼い猫の脱走）を「以前の依頼を完璧に遂行できなかった詫びと礼」として主人公達にみつと共に協力、解決した。その後もみつと共に学校行事に参加したり退魔士達の任務を手助けするなど退魔士協会からは退魔士に準ずる存在として扱われている模様。
黒羽みつ
演 - 北川瞳（クリムゾンガールズ囚われた女探偵たち）
声 - 希島あいり（クリムゾン妖魔大戦/同X）
身長 - 162cm B85 / W59 / H87
サキを信奉する黒髪ロングの女子大生。最初に堕とされる犠牲者。処女で、輪姦されそうになっていたところサキに救われたことがきっかけで探偵事務所のメンバーとなる。空手を使えることで強くなったつもりだが、かじった程度。「HONEY」または「100％♥」と胸に大きく書かれた黄色いシャツを着ている。露出度の高い派手な服装をしているのは「痴漢は地味な女性を狙う」と聞いたため。
『ヴァージントレイン』の主人公で、神沼カオルの兄・カズサに痴漢・凌辱される。
小説版『アイドル強制操作 ～スマホで命令したことが現実に～』では持田あずさが盗撮容疑をかけた男（鎌田紐男）を取り押さえるが、冤罪だと判明した後も彼の気持ち悪さ（スマホのエロ画像）から謝罪することなく立ち去ったため恨まれてしまうことに。悪魔のスマートフォンの力により完全に屈服させられ鎌田以外の男とセックスできないカラダになってしまった。
『クリムゾン妖魔大戦/同X』でもサキの助手兼女子大生として登場。サキに救われた事件が痴漢に変わっている。サキの「妖魔とも戦える強さを身につけさせるためには退魔士と共に修練するのが最適」という考えから彼女と共に退魔士養成学校を訪れ、主人公達やサキと共に任務（詳しくは七瀬サキの項を参照）を遂行することで成長を遂げた。なお、担当声優は2022年12月から2023年2月にかけて行われた5月実装の新登場キャラの声優をAV女優からファン投票で選ぶ声優オーディションで希島あいりがファン投票1位で合格、声を担当する事が3月に発表された。また、その前に痴漢される女性として1カットのみ登場している（CVや名前の表記はなし）。
泉アリサ
演 - 哀川りん（クリムゾンガールズ囚われた女探偵たち）、AIKA（クリムゾンドリーム）
声 - 佐藤千幸（クリムゾン妖魔大戦/同X）
身長 - 173cm B94 / W63 / H93
女子格闘家。身長が高いことを気にしている、負けず嫌いの銀髪女性。関西弁で喋る。「最強の女」とも形容される。露出度の高い服装で出歩くため露出狂と思われているが、それにつられて手を出した男を逆に倒してしまうのが日課。姉・泉マヤも同じく女子格闘家。姉妹揃って男子格闘家にも負けないと自負している。勝気な性格からハードな責めを受けることが多く、必ず屈服させられており、最強の女と言われていながら男性との戦績はメンバー最下位。本人としては一般人に過ぎない鎌田にすら敗北している。
『クリムゾンガールズ』で初登場。神沼にみつの次の標的にされ、指錠をはめられ抵抗できなくされ痴漢される。その後、どこかは不明ながら連れて行かれて屈服させられ、洗脳されてしまう。神沼がサキに電話した時、ベッドでバックから犯されている最中だった。
『ガールズファイト』では主催者側の思惑により男性と試合を組まれ、当初は圧倒するが衣服に仕込まれた媚薬によって身動きが取れなくなり、寝技で幾度となく屈服させられ、リングの上でレイプされると同時に「チョークスリーパー」を決められて格闘家としての勝負にも敗北してしまう。
『アイドル強制操作』ではこらしめた痴漢たちから逆襲をされてしまい、密かに鎌田のスマホによって身動きを取れなくされ弄ばれてしまう。スマホの効果でイクことができないまま弄ばれた後、鎌田に捕まり数時間焦らされた後にイカされた。それでも懲りずに露出度の高い服装で出かけるが、あえなく強制操作により衆人環視の中で絶頂。
『命令に逆らえない女』ではその後の展開として鎌田と試合をするが、強制操作には勝てず完敗し、謝罪を行う。
『クリムゾン妖魔大戦/同X』でもサキの関係者として登場。サキと同じく退魔士ではないが妖魔と戦える存在。
紫月マキノ
演 - 浜崎りお（クリムゾンガールズ囚われた女探偵たち）
身長 - 167cm B88 / W60 / H88
自信家の銀髪の女性。過去にある財閥の横暴によってすべてを失った悲劇の女性。金銭を崇拝している。
『クリムゾンガールズ』でカオルの「兵隊」とは知らずに取引先の社長に車中で寸止めのセクハラを味わわされ、オナニーで絶頂して熱を解き放とうとした自室で神沼の待ち伏せに遭って更なる寸止めの果てにレイプされ洗脳された。
『クリムゾンガールズ2』ではサキに代わってメンバーのまとめ役となり指揮を執る。メンバーが次々と凌辱される中、自身も拘束されて犯されるが最終的に黒幕の罠を逆手に取り壊滅させた。作中では珍しくヒロイン側の勝利となっている。

### 神沼家
神沼カムイ
超能力者の男性。闇のトラブル処理屋を営んでおり、『万引き少女性裁プログラム2』で悠里ともかを脅迫者から救った報酬に本人も承諾の上で彼女を犯した人物。神沼カオルとその兄妹の父親。内縁の妻との間にカズサとカオル、養子のリオ、正妻・陽子と彼女の連れ子・月子がいる。しかし、リオ以外の上の息子達は留守がち。
神沼カズサ
『ヴァージントレイン』で主人公・黒羽みつを痴漢・凌辱した青年で、人の心を読む超能力を持っている。カムイと内縁の妻との間に生を受けた長男。同じ両親の兄弟は次男・カオルであり、『ヴァージントレイン2』ではコンビを組んで小悪魔ギャル・桜のぞみを「天罰」と称して痴漢と凌辱を繰り返した。
神沼リオ
神沼家の三男だが、養子。下の名前の漢字表記は「理央」。養子になった経緯は不明。『ヴァージンコントロール―高嶺の花を摘むように―』で幻覚を見せて、鈴峰彩花を追いつめ、別の「花」を摘むべく去った。『クリムゾン学園』にも登場した。義兄2人とは違って家にいることが多い。作中では「父親は超能力者」であることを語り、自身もエロい能力を持つことを語っている。カオルにナナには手を出さないように言われた。
神沼陽子（かみぬま ようこ）
カムイの妻。3兄弟の義母。再婚であり、前夫とは離婚か死別かは不明。
神沼月子（かみぬま つきこ）
声 - 夢羽（生意気な妹の妖しい吐息、小悪魔な後輩のレズ奴隷にされた真面目な風紀委員長）、二ツ森双葉（転校生に弄ばれる女生徒会長）
身長 - 157cm B78 / W58 / H79
陽子の連れ子で、カムイの義理の娘。見た目はセーラー服を着たおさげの美少女で笑顔が多い。性格は享楽的なレズビアンだが、思い通りに行かないと「目が笑っていない」笑みを浮かべる。
「囮捜査官キョウカ」ではレズビアン達のボスとして登場。2度に渡ってキョウカを拉致、拘束、性的調教をしていく。1度目はキョウカをイカせるまで陵辱し続け、イクことの出来ない体になっていたキョウカにイったフリさせるほど追い詰め、2度目は逮捕に乗り出そうとしたキョウカの策略を見破りまたも拉致、拘束する。キョウカが逮捕の為に準備していた物を全て奪い取り、衣服も奪い取る。執拗な乳首責めで100回以上イカせたり、キョウカの心を見透かしたかのような言葉をキョウカに投げかけ、キョウカの動揺を誘う。失神しては起こされてまたイカされ失神するという異常なまでの陵辱に耐えきれずキョウカは堪らず許しを乞うが許しはせず、逆にお仕置きとして陵辱はエスカレートしていく。目隠しと口枷をつけさせキョウカの乳首をさすりながら抵抗出来ないキョウカを挑発、嘲笑し自分達を記録しようとしたキョウカを逆に記録するとしてスマホでキョウカの全裸姿を撮影し始め、そのまま取り巻きのレズビアン達にキョウカをイカせる。そして「せっかくだから」という理由で世界中に生配信を始める。キョウカが止めるよう懇願するがそれを無視し、1分間に何回イカせる事が出来るかというチャレンジを始める。開始5秒でキョウカをイカせると次は乳首を舐めるようレズビアン達に指示しキョウカをまたイカせる。そして次は手マンでイカせ、もっとハードな責めをすると宣言しキョウカシリーズで初となるアナル責め、スパンキングをしてキョウカをイカせる。最後は首締めしながら全身を責め失神アカメをさせ1分間で5回もキョウカをイカせ、キョウカの自尊心を傷付け羞恥心を容赦無く煽っていった。その後キョウカの地元で恥ずかしい姿で首輪をつけて散歩させる。再度許しを乞われ許しはしたものの公衆トイレにパンツ一丁の姿でバイブを入れたまま便器に拘束し、放置した。直後、申し合わせたようなタイミングで義兄カオルが現れキョウカを凌辱した。
「生意気な妹の妖しい吐息（バイノーラル」では、おにーさん（あなた）の義妹として登場。ボイスのみであるが男性とSEXをしている作品となる。また、月子の雰囲気も異なる。
「小悪魔な後輩のレズ奴隷にされた真面目な風紀委員長（バイノーラル）」では、藤浦ヒナタの後輩という設定で登場。教室でスマホを弄っていたところヒナタから注意を受け、ターゲットに選んだ。仲間のレズ女子生徒たちを扇動し、ヒナタを屈服させるまで弄んだ。
ご主人様
本名は不明。とある大企業の令嬢で、見た目や性格は上記の月子と似通っている。下記の藤浦ヒナタよりも年下とされる。冷たい笑みを浮かべ、借金を背負ったメイドを弄び愉しんでいる。名前設定はなくヒナタ視点で「ご主人様」と呼称される。
『万引き娘に制裁を2』ではヒナタの取引先の大企業の令嬢という設定で登場。借金を背負ったヒナタをメイドに雇い、「一日のうち一度でもイカなかったら一千万」という条件を付けて弄び、最終的に身も心も陥落させた。
『クリムゾンセクシャルコロシアム』ではナビゲーターとして登場したほか、『月子様の新しいオモチャ 』でもヒナタを言いなりにして凌辱した。なお、この作品では「月子」という名前が設定されている。
神沼ホネ
神沼家の飼い猫。神沼カオルには懐いていない。エサの時間を予知できるという能力を持つ。

### ROSE
女性のみで構成されたチームで性犯罪者撲滅を掲げている。しかし、実態は罪のない男性まで犯罪者に仕立て上げる悪女たち。カオルを慕う子分たちから疎まれたことで神沼に目をつけられ、全員が屈服して組織は壊滅した。
天野アカネ
身長 - 167cm B88 / W60 / H89
赤いショートカットの元刑事でROSEのリーダー。刑事だった頃、捜査中に痴漢に遭い失敗した過去を持つ。そのため、犯罪者を強く憎み、性犯罪撲滅を目的とする「ROSE」を結成した。処女。気が強く勝気な性格。
世の男性全てに憎悪を向けていると言っても過言ではなく、冤罪でも痴漢摘発を行って男性全体が委縮すれば痴漢発生率自体が減少するとまで言ってのけたため、これにはカオルも眉をひそめている。電車内でカオルの手下たちに取り押さえられ、寄ってたかって集団で痴漢されてしまう。最後はホテルで拘束され、カオルに犯されて屈服させられてしまった。これによりROSEは壊滅した。
『クリムゾン妖魔大戦/同X』では現職警察官として登場。痴漢を憎んでいるのは同じだが痴漢に遭ったのは本人ではなく可愛がっていた後輩刑事であり（痴漢に遭ったのも捜査中ではなく通勤中）それで心を病んだ彼女が霊感商法にハマるなど転落人生を歩み失踪したのが理由でその関係からオカルトも憎悪対象であり退魔士も信用していなかった。だが、妖魔絡みの痴漢事件を主人公達と協力して解決したことで退魔士への偏見は消え、後日主人公達のもとを訪れ謝罪した。
柚木エリカ
演 - JULIA（クリムゾンローズ～エリカ編～）
身長 - 171cm B95 / W62 / H89
詐欺師。青髪の肉感的な女性。胸元がかなり大きく開いたジッパー式の服を着ている。わざと相手に痴漢をさせて多額の慰謝料を請求する。性格は極めて勝気でプライドが高く、他者をとことん見下しており、騙す相手も容姿だけで「あまりお金を持ってなさそうね」と判断するなど悪女そのものだが、その実、公式で本性は「ドM」とされるほど屈服願望を持っている。
桜のぞみ
演 - 大槻ひびき（クリムゾンドリーム）
声 - 大槻ひびき（深夜のコンビニギャル店員と…、クリムゾン妖魔大戦/同X）
身長 - 159cm B84 / W59 / H84
派手な服装をした女子大生。茶髪のギャル。厳格な戒律を家族にも強いる父親が支配する寺で育ち、反発して家を出ている。以後は『ROSE』に所属し、痴漢冤罪をでっち上げることで実家での暮らしのストレスを発散している。
『ヴァージントレイン2』の主人公で、神沼カオルとその兄・カズサに「天罰」と称して痴漢・凌辱された。また、『クリムゾンバタフライ』では主人公・川澄ヒミコの師匠・陽の妹、ヒミコの友人として登場し、ヒミコの悩みの解決を手伝った。『クリムゾンドリーム』では快楽の奴隷と化してジュエの下僕になってしまう。
アニメ版『クリムゾンガールズ』に登場し、みつに次ぐ2番目の犠牲者となる。みつが神沼と子分に襲われた時、ヒミコと一緒に目撃していた。『声の出せない状況でマッサージでイカされる女たち』でのサキの回想の中にも登場している。
『感覚がつながる魔法のオナホ』では、コーヒーしか頼まず店の電気も勝手に使う迷惑な客として登場。カフェの雇われ店長・汚村キヨシに感覚がつながる不思議なオナホで遠隔挿入で弄ばれた後、最後は直接レイプされた。
『深夜のコンビニギャル店員と…』では、コンビニ店員として登場。自分のことをエロい目で見ていたお兄さんに「万引きしたでしょ？」と言って事務所に連れ込み、身体検査と称して快楽を貪る。
『クリムゾン妖魔大戦/同X』では新人戦での主人公の最初の相手として登場、敗れるも気を落としたりはしていない。兄は特級退魔士「桜陽」でありブラコン気味。

### キャッツ
男嫌いの女性3人で構成され、警察や裁判所に訴えられない復讐を依頼する人間の恨みを代わりに果たす復讐代行を仕事とする復讐屋。
大空風子
復讐屋「キャッツ」のトップであるプライドの高い紫髪の女性。男に対して強い嫌悪感を抱いている。チューブトップの派手な服を着た、かなりの巨乳美女。頼れる姉御肌の女性と思われがちだが、常に周囲に尽くすタイプでミレイとリンの仲がうまくいくように気配りをしていた。ミレイとリンがレイプされた後は、その動画データを送りつけられ、彼女たちを救うためにカオルの指定する電車に乗ることとなる。その場で拘束された彼女は、カオルの子分たちが見ている中でチューブトップの服をはだけさせられ、レイプされた。その後、ホテルに監禁された風子は涙目になりながら神沼の精液を飲み、危険日であるにもかかわらず複数回の膣内射精を受けることとなった。
柏木ミレイ
キャッツの怜悧な参謀役。銀髪。男嫌いである。耳が性感帯。カオルによって捕らえられ、無理やり処女を奪われた。その後は調教され、カオルの性的玩具とされる。
白雪リン
キャッツの戦闘を担当。男勝りな性格で暴力性がある。スタンガンで身体が痺れて動けないカオルに不要な膝蹴りをくらわすなど相手をいたぶることに喜びを感じるタイプ。中学時代から倒した男性を数えてカオルで99連勝だとほくそ笑んでいた。女性を倒すのは降りかかる火の粉を払う時だけであり、男性ゆえに体格差で勝る男性を倒すことを喜びとしているが、純然たる力の真っ向勝負では太刀打ちできない。
カオルの策略によって高校時代に女子生徒に暴行しようとして叩きのめした鎌太を含めた因縁のある十数名に突如として囲まれて肢体を弄ばれ、監禁されて凌辱を受け続けて洗脳されたため、自ら膣内射精をねだる奴隷になった。その後、ミレイを裏切り、彼女を罠に嵌めた。

### 退魔士・霊能者
川澄ヒミコ
『クリムゾンスパイダー ～抑えられない欲望～』、続編『クリムゾンバタフライ～止まらない性衝動～』の主人公。『退魔士カグヤ』のあとがきでカグヤの妹である事が明記されている。
女子大生。生まれつき少しだけ強い霊感を活かしてバイトで占い師をやっている。他の人には見えない霊の姿が見えて周囲に訴えたことがあるが、頭がおかしい、気味が悪いと疎まれてしまった。当時はコントロールが出来なかったため、陽の元で修行してコントロールを身につけた。悪霊の鈴蘭に憑依されてしまい常に発情した状態になってしまい、様々な男たちから狙われ凌辱を受けてしまう。結末次第ではバッドエンドとなり堕とされてしまうが、耐え抜けば最終的には鈴蘭を封印することも可能。続編『クリムゾンバタフライ』では復活した鈴蘭によって今度は友人の桜のぞみまで巻き込まれてしまい、再び幾多の男たちやレズビアンの後輩、ストーカーにまで狙われてしまうことに。最後まで耐え抜けば陽と結ばれ、鈴蘭は「愛する者同士のセックス」に満足して成仏する。
アニメ版『クリムゾンガールズ』に友人の桜のぞみと共に登場した。
『クリムゾン妖魔大戦/同X』の世界線には存在しない模様（カグヤがミコトに「私の妹はミコトだけ」と言いミコトも否定していないことから）。
芹沢朱美
ヒミコの占い師仲間で後輩。竹を割ったような性格で物分かりがよく、ヒミコの事情も知っている。男勝りでレズっ気があり、ヒミコを椅子に拘束してバイブ（電マ）で弄んだ。車内でも手を出してきたが鈴蘭に乗っ取られたヒミコに逆に可愛がられてしまう。受けと責めが逆転するという珍しい描写がされた。
陽（よう）
ヒミコの師匠。美男子。ヒミコには「名前の通り私の心を照らしてくれる人」と慕われている。強力な霊能力を有する人物で、自身より弱いものの力に振り回され対人関係に苦労するヒミコに修行でコントロールを身につけさせた。事あるごとに「師匠にかかったらアンタなんか」と繰り返すヒミコに鈴蘭は彼女の恋心を察し、本人としてはまるで無敵のヒーローみたいに絶賛するヒミコに照れていた。
『クリムゾン妖魔大戦/同X』では直接の登場はないが、桜のぞみの兄の特級退魔士として設定されている。
川澄カグヤ
声 - 佐藤千幸（クリムゾン妖魔大戦/同X）
演 - 神咲詩織（クリムゾンドリーム）
『退魔士カグヤ』シリーズの主人公。妖魔討伐を専門とするフリーの天才美女退魔士。退魔士として優秀でありA級退魔士の資格を持ち、フリーの中でも最強と囁かれる。妹には前述の「ヒミコ」と後述の「ミコト」がいる。年齢は不詳。少女のような顔立ちをしているが女子大生のヒミコより年上であり、同級生だった尾加本から「まだ学生？ 何の職業？」と聞かれていることから女子大生～社会人くらいの年齢のようである。金髪ロングに「FLYME」とロゴの入ったノースリーブの服とショートパンツ、下着はTバックに近い黒の紐パンと黒のスポーツブラのような物を着用している。凌辱パートではシャツをブラごとたくし上げられ、巨乳を弄ばれることが多い。
活発で活動的な性格であり、誰かを犠牲にすることを憂う優しい性格。その正義感ゆえに実力は高いのに人質を取られて何もできなくなったり、操られた人間を攻撃できないなどで窮地に陥ることも。
子供の頃に友人が妖魔に殺害され退魔士になる事を決意。妖魔や淫魔を数多く討伐してきており妖魔や淫魔のレイプにも屈しない強い精神力を持っていた。しかし詳しく後述するが『新退魔士カグヤ』シリーズにおいて人間の作った強力な媚薬や、過去最強レベルの淫水を乳首、膣、アナルに大量に使用され、そこに宝来ジュエの巧みな責めも合わさりついに快楽堕ちしてしまう。
他のキャラに比べてハードな責めを受ける傾向があり、乳首に媚薬針を何度も刺されたり、青姦で処女を失い、執拗なアナル責めをされたり、アナルセックス中に何度もスパンキングをされたり、寸止め地獄をされたり、寸止め地獄の反動から叫声を上げるほど激しくイカされたりしている。
SEXもアナルSEXも人間と妖魔両方経験済みだがフェラの描写は旧シリーズ新シリーズ、クリムゾンドリームでも一度もなかった。しかし『真退魔士カグヤ3』にてついに初のフェラ描写が描かれる。
レンゲにアナルでイカされた時には強気だった態度が崩れたり、ダッパとのアナルセックスでは快楽堕ち寸前まで追い詰められたり、ジュエに激しくイカされた際にはダッパとのアナルプレイのみが頭をよぎったりとアナルに対する耐性は他の性感帯より少し低めである。
「加羅石町」に蔓延る性欲を持った妖魔たちと戦うこととなり、処女を守りつつ仲間たちと奮闘する。接近戦を得意としており、必殺技は拳から霊力を叩き込む「陽魂衝」。後に「感じてイク寸前になると霊力が高まる体質」であることが判明。妖魔たちに数々の凌辱を受け、淫水によって乳首だけでイクような淫らなカラダに変えられるが、治療によって復活。その後、黒幕である淫獣ナユタに敗北してまたもや淫水で身体を狂わされ、雑魚妖魔に処女を奪われてしまう。そのまま囚われの身となってしまうが、ナユタが不在の間に助けに来たメルに焦らされまくった末に前述の特異体質によって霊力を高め、住処に戻ったナユタの隙を突いて倒すことに成功する。しかしその後、メルに疑似ペニスで凌辱され弄ばれてしまうことに。
『クリムゾンドリーム』ではサキと協力して、淫魔の秘密組織「黒サソリ」と戦うもボスである宝来ジュエの罠に嵌まって囚われの身となってしまう。
2018年7月からスタートした『新退魔士カグヤ』では、行く先々で受難に遭うカグヤが描かれる。淫魔の卑劣な罠に陥り、全身を淫水（媚薬）漬けにされて理性が崩壊しかねないほどの快楽を味わわされる。快楽堕ちした演技をして淫魔達を油断させ一瞬の隙を突いて淫魔達を撃破する。
その後の『新退魔士カグヤ2』では淫魔討伐を依頼してきた中年男にレイプされる。実は彼の目的は「自分を助けてくれた正義のヒロインを捕らえて凌辱する」ことだった。淫魔との戦闘で疲弊していたカグヤに対抗する力はなく、眠っている間に拘束されてしまう。そして「オナニーはするのか？」「初体験はいつなのか？」などの恥ずかしい尋問をされる。最初はなんとか答えないよう抗う姿を見せるものの、乳首やクリトリスに強力な媚薬針を何度も刺されてしまいあまりにも強力な快楽に抗えず答えてしまう。その後人間との初体験を奪われ、アナル処女も失う。
『新退魔士カグヤ3』では淫水や媚薬で敏感になった体を治療すべく妖魔などの傷の治療を専門とする病院へ行く。まず初めに乳首に強い刺激を与えられ絶頂する。あまりの快感に体を暴れさせてしまう為治療をスムーズに進めるために拘束される。そして今度は逆に寸止めによる治療で絶頂しそうでしないもどかしさに悶える。そして治療中に淫魔が押し寄せ絶頂しそうで体が疼いている状態で淫達に輪姦されてしまう。ただでさえ敏感な体に淫魔達に犯され何度も絶頂してしまい膣内射精をされ、霊力半分以上吸われてしまう。どうする事も出来ず快感でどうにかなりそうな時に天花寺サヤと名乗る退魔士が登場し、淫魔達から解放される。しかし淫魔にレイプされている姿を天花寺サヤに見られ最強というのは噂が先行したものであり実物は無様な奴と侮辱されてしまう。カグヤは顔を赤らめながらも拘束具を解くよう懇願するが最強は天花寺サヤであり「助けてください」と懇願しないと助けないと言われる。最初は戸惑うも助ける義理は無く見捨ててもいいと言われ、乳首をさすられ性感が更に高まり、たまらず「わ、分かった。最強は天花寺サヤ様です！助けてください、お願いします」と懇願し拘束具を解いてもらう。拘束具を解かれ一安心した矢先天花寺サヤに拘束され羽で乳首と膣を責められ嫌味を言われながら激しくイカされた。
『新退魔士カグヤ4』では退魔士協会からの要請を受け、六朧山に呼ばれる。そこで特製の通信機と称された腕輪を渡されそれを装着する。山中を捜索中、妖魔同盟の幹部無明坊主と対峙する。霊気を拡大しようとした矢先、霊気が出せないことに戸惑いを見せる。それを見た無明坊主に「非力な退魔士」と評され「腕は三流だが、カラダは一流」と侮辱され、服を捲り上げられ胸を責められ乳首イキをさせられる。霊力を解放できない原因が渡された腕輪である事を突き止めなんとか反撃に移ろうとした瞬間、もう一人の妖魔同盟の幹部レンゲに反撃を阻止される。そしてレンゲの強力な淫水によりまたしても乳首イキをさせられる。そして再度乳首イキさせられた後無明坊主に男根を挿入されてしまう。レンゲの淫水の影響で触れただけでイってしまう体に変えられてしまう。レンゲ曰く「ずっと敏感なまま」。更に追い討ちをかけるようにレンゲの淫水を直接飲まされてしまい激しくイカされ抵抗する力を失ってしまう。そして妖魔同盟のアジトに拉致されてしまう。
『新退魔士カグヤ5』では特殊な触手にパンツ一丁で拘束される。レンゲにまず、右乳首をしゃぶられて一瞬でイッてしまう。そして次に尻を性感帯として改造される。尻を舐められ、撫でられてイッてしまう。レンゲに「淫乱女の仲間入り」と嘲笑されるが、反抗的な態度をとったお仕置きとしてスパンキングされイカされている。それでもなお生意気な目をレンゲに向けると、レンゲを怒らせ、カグヤを追い詰めるかのようにアナルに舌を入れられ豪快に舐められてしまう。そして一瞬でイカされてしまう。カグヤにとってアナルの刺激は強烈過ぎたらしく生意気な目が出来なくなる。更にまたアナルを舐められてイカされてしまい、レンゲから「やっと奴隷らしい表情になった」と嘲笑される。その後エクスタシーを抑制する首輪をはめられ、レンゲの右腕である淫魔ダッパの調教が始まる。この時点でレンゲによって敏感にされてしまった右乳首、尻、アナルは少しの刺激でイキそうになっているほど激変しており、淫魔ダッパに乳首を舐められアナルをマングリ返しで舐められたり指で穿られたりするがイク事が出来ない為寸止め地獄に悶え続ける。そしてついに膣に挿入されてしまい、イキたい欲求とイキたくない欲求が混ざり合い何をどうすればいいかもわからなくなる。そして中出しされた後、今度はアナルに挿入され、遂に淫魔にもアナルセックスを強いられてしまう。レンゲの淫水によって開発されていた事もあり、想像以上の快感がカグヤを襲い、カグヤもアナルセックスで快感を得る事に戸惑いを見せる。我慢するのが限界で逃げようとしても拘束具となっている触手によって乳首を責められ、逃げることが出来ず気付けばパンツも剥ぎ取られ全裸にされてしまい、更にはスパンキングされながらアナルにピストンされ続ける。快楽堕ち寸前まで追い詰められた時寸止め地獄によって霊力が高まる能力が発動し、ダッパを撃破する事に成功する。
『新退魔士カグヤ6』では拘束用の軟体生物を振り解く事が出来ず悪戦苦闘している所に妖魔同盟幹部ジュエが現れる。軟体生物から解放し霊力を回復させてあげる代わりに体を差し出すよう要求される。体を差し出すか迷いはっきりと拒絶出来ずにいるとジュエに勝手に了解したと解釈され、霊体ペニスを膣に挿入されてしまう。その際霊力を回復させたければジュエをイカせる事が条件であると告げられる。もっと積極的に腰を動かすよう要求されバックの体勢から騎乗位に無理矢理変えられる。なんとか拒絶しようとするが無意識の内に快楽に負け腰を振ってしまう。あまりの強烈な快感にどうすればいいかわからなくなり、絶頂封印の首輪も外される。それと同時に強烈な快感がカグヤを襲い思わずジュエに抱きついてしまう。それでもなおジュエの責めは止まらず全身に広がる快感を制御出来なくなる。あまりの快感で腰の振りが止まってしまうが、ジュエがピストンを更に強めた事によりダッパにアナルを犯されている時の事が頭をよぎり、乳首とアナルに蓄積されていた快感が一気に解放され涙を流し、みっともないアヘ顔を晒しながら激しくイカされる。
『新退魔士カグヤ7』では引き続きジュエに犯される。快感に対する制御が一切出来なくなっており、ジュエに「私をイカせないと霊力は回復しない」と忠告され自分が戦いに来ている事を思い出すが気持ち良すぎてアッサリとイッてしまう。男根を再度挿入された際にはジュエにだいしゅきホールドをしてしまうほど快楽に毒されている。イキすぎて体が思う通りにならず、ジュエにイク所を声に出せと促され霊力を回復させるという大義名分で半分演技で「イク」と言うがジュエに見抜かれ濃厚なデュープキスをされた途端羞恥心や義務感が抜け去り、みっともなく「イク！」「気持ちいい!!」「イキます！」など自分の意思とは関係なく身も心も快感に溺れてしまう。ジュエにその姿を称賛され、「チンポ気持ちいい？」という質問にも乳首をジュエに摘まれながら素直に「気持ちいい！ チンポ気持ちいい！」と過去作では考えられないような姿を見せ、とうとう快楽堕ちしてしまう。気持ち良すぎて自ら激しく腰を振り、ジュエの男根をもっともっと要求するようになり、ジュエに「中に出してあげようか？」聞かれると「出して！ 出して！」と要求し中出しをされ激しくイキ狂う。再び濃厚なディープキスをして満たされる快楽を味わい再度激しく腰を振りイッた後一瞬気を失うが霊力が回復しており、ジュエの男根に堕ちてしまった事への葛藤を感じながらも戦列に復帰し天花寺サヤを救出した後、妖魔同盟幹部のミトラと完全な状態で戦う事を約束した。
『新退魔士カグヤ7』の続編『真退魔士カグヤ』では地下鉄の中で無明坊主の淫気に毒された人間達に犯される。カグヤが無明坊主に一度イカされるとその姿を見た人間達に胸を揉まれ乳首でイカされる。痴女扱いされ嘲笑されると男根を挿入される。ジュエに快楽堕ちした事やレンゲの淫水の影響があり快感を全く我慢できずにいるとまたイカされる。ホテルで続きをやろうと誘われ、妖魔を炙り出す為に誘いに乗りホテルへ移動するが衣服を全て剥ぎ取られ全裸の状態で拘束される。胸にローションを塗られ乳首を弄られてイッてしまう。次に乳首を舐めらるてイッてしまい、膣に指を入れられてイッてしまう。そしてまた男根を挿入されイッてしまう。妖魔を炙り出すためだと自分に言い聞かせていくが何度も絶頂を迎えるせいで男達に嘲笑される。男達全員に輪姦され妖魔が1人もおらずただ淫気の影響でカグヤを犯していただけとわかり、人間にただ犯されていただけと判明する。なんとか抵抗して逃げようとするも緊張の糸が切れてしまい、羞恥心と快感が強くなっていきイカされる。なんとか解放され疲弊しきっていたが霊力が何故か研ぎ澄まされており、近くに潜んでいた無明坊主の居場所を察知に撃破に成功する。
『真退魔士カグヤ2』では妖魔同盟の幹部暴魔ミトラと宝来ジュエの仲介のもと1対1の勝負をし3時間以上の激闘の末勝利する。暴魔ミトラが一般人には手を出さず殺戮を目的としていないことから暴魔ミトラの命を奪わず戦いの場を去る。その後ミトラとの戦いで消耗しているところを淫魔レンゲに狙われてレンゲ個人のアジトに捕われてしまう。パンツ以外の衣服を剥ぎ取られ妖魔同盟のアジトから逃げた罰として再調教をされる。最初に乳首だけでイカされレンゲの体液の凄まじさを再認識する。触手と舌で全身を愛撫され、腟に舌をねじ込まれ激しくイカされる。その後霊力が回復するまでレンゲの息のかかった風俗店に堕とされその店のオーナーに犯される。抵抗しようとするもレンゲの妖力のかかった首輪を装着されており、首から下の動きを操作されてしまう。腟や胸を犯されていき、レンゲ特性のローション胸に塗りたくられイカされる。そして今度は胸を揉まれ、腟に指を突っ込まれてまた激しくイカされる。ついに男根を挿入されいくら人間であろうと妖魔の仲間であることから、強い嫌悪感を持つがそれ以上に強い快楽が襲いイカされてしまう。その後すぐに中出しをされイカされるとエロい肉付きのカラダなどと嘲笑されイカされ続ける。
『真退魔士カグヤ3』では妖魔と手を組んで経営されている風俗店に囚われる。手を拘束されている所を他の風俗嬢3人に緊張をほぐすという名目で犯される。手始めに乳首と膣を責められてイッてしまうと、今度は淫水を胸にかけられて乳首を前方に伸ばさられる様に弾かれイカされる。その後も淫水入りのローションを全身に塗り込まれ30分で20回以上もイカされる。そして1時間30分はアナルを指で穿られていくが、イク事は許されず、他の性感帯も責められイキたい欲求が高まっていく。そしてついに指名が入り客相手に胸や乳首を責められていき手錠をかけられ、寸止めの反動からイカされる。その後も複数回にわたり乳首を責められイカされていく最中客が小学生の頃の同級生尾加本である事が発覚する。カグヤは表面上否定するが相手の性欲はどんどん高まっていき、VIPルームへと移動し衣服をパンツ以外剥ぎ取られてしまう。VIPルームでまず手を上に上げるよう命令され乳首を責められる。その後自身初となるフェラを行い口の中の刺激だけでイッてしまう。そしてついに男根を挿入されるが、同級生に犯されている事からいつも以上に羞恥心がカグヤを襲い、体が熱くなっていく。そしてイカされた後立ちバックの姿勢になるよう命じられ男根を再び挿入されてしまう。そしてイカされた後まだまだピストンは止まらず乳首を責められながらまたもやイカされる。そして犯されながら昔好きだった事を尾加本から告白され、中出しをされて激しくイカされる。その後閉店間際までの間合計8回中出しされた後何度も延長を繰り返され弄ばれ続け最後にイカされた後霊力が回復し自力での風俗店からの脱出に成功する。
『真退魔士カグヤ4』では度重なる戦いとレイプ劇の疲労を回復させ、霊力を回復させるため知人に紹介された退魔士専門の治療院に訪れる。最初は体のあらゆるツボを刺激され食事を取り睡眠するということを繰り返していく。それを3日間繰り返して霊力は無事回復する。次に淫水の影響を除去するため乳首に直接刺激を受ける。絶頂に達するときはちゃんと「イク」と言うよう指示を受ける。そして再度乳首を刺激され15秒でイッてしまう。更に椅子に逆向きに拘束され1分間で10回乳首だけでイカされてしまうが、イク時に「イク」と言うようになる。次に両乳首を舐められ、膣に刺激を与えられアナルを穿られてイカされる。その後も何度もイカされ定期的に体力や霊力が回復する秘薬を強引に飲まされ体が超敏感な状態にされる。その状態でアナルをアナルビーズで刺激され膣を指で刺激される。その影響で絶頂状態が止まらなくなり、医者に淫水の侵食が厳しいと判断され目隠しをされて挿入されてしまう。乳首を弄られながらピストンされイク事を宣言するよう促されイカされる。再度強引に体力を回復させられ体を固定され挿入され本当に治療されているのか疑念を抱きながらも体は快感を欲してしまいイカされてしまう。快感を倍増させるためアナルにも男性器を挿入され膣とアナルの二穴責めをされ両穴に射精されイカされてしまう。その後は医者に睡眠薬を打たれ裸で眠らされ、カグヤを弄ぶため虎道が仕組んだ罠であることが判明する。
『真退魔士カグヤ5』では目が覚めると妖魔達がひしめく闘技場にいた。捕らえられた人間達を人質にされながらも多くの妖魔を倒していくが、3時間もの戦闘の末霊力が尽き拘束されてしまう。生き残った妖魔達に乳首や尻を愛撫され人質達の前でイカされてしまう。そして触手で体を責められイカされた後、触れただけでイッてしまう妖魔の精子を胸と膣内と口内に浴びせられる。次に乳首、まんこ、アナルを触手と舌で責められてイカされる。その後性感帯を一箇所に集中させることの出来る妖魔に乳首に性感帯を集中させられ人質に見られている羞恥心も合わさり34回もイカされてしまう。そして遂に挿入され乳首を嬲られながら泣き顔になってしまうほどイカされ勝利を諦めてしまう。観客からはカグヤが堕ちるかどうかを期待され、カグヤ自身は性感帯を背中、尻と移されていきそして挿入されながらも膣に移され涙を流しながら激しくイカされる。
『真退魔士カグヤ6』では闘技場で妖魔達に輪姦され、霊力を吸い尽くされ失神してしまう。目が覚めると乳首と膣だけを隠したほぼ全裸の姿で監禁されており、目の前にかつて自分を陵辱した虎道大慈が姿を現す。カグヤは過去の出来事から警戒するも妖魔に顔の効く虎道のおかげで人質がまだ生きている事に安堵する。妖魔達を倒す為に寸止めによる霊力アップの体質を利用するよう乳首を弄られながら提案される。カグヤは拒否しようとするもアッサリイカされ今度は乳首を吸われイカされる。カグヤは虎道の提案に乗ることを決意し、なんとか執拗な乳首責めを耐えようとするもまたしても絶頂する。虎道にイキそうになったら言うよう指示され、絶頂寸前で「イク」と言い寸止め地獄が開始される。霊力が高まっている実感がありなんとか8時間にも及ぶ寸止め地獄を耐えていたが不意に男根を挿入され抜くよう何度も懇願するが、結局イッてしまい、結局一日中虎道の欲望を満たす為だけに寸止めされてのでは？と疑心暗鬼になる。最後には首を絞められ激しくイカされる。
『真退魔士カグヤ7』でも引き続き寸止め地獄を味わう。「イク」と宣言して寸止めされる恥辱のサイクルに陥れられる。虎道に男根を膣に擦り付けられイキそうになるもなんとか耐え忍ぶ。計19時間にも及ぶ寸止め地獄の末またも男根を挿入されそうになるが、必死の懇願の末フェラチオに変更してもらうことに。だがフェラチオなら何とか耐えれると思っていたが、予想以上の快感が襲い口が塞がり「イク」と宣言出来ずイッてしまう。また次の日に寸止めを行うといわれ結局挿入されてしまい胸を激しく揉まれ、乳首を弄られ中出しをされてイッてしまう。次の日、虎道が雇った「専門家」を名乗る女3名に乳首、尻をあらゆる手段で調教されていく。6日目には痙攣が止まらなくなるほど性欲が高まっており7日目に専門家達から「少しイカせてあげようか？」と誘われる。耐えなければならない思いと、イキたいという欲求が頭の中を駆け巡り「人質が解放された」と専門家達から告げられ「イカせて！」と必死に喚きながら懇願するも結局寸止めされる。絶望しかけたその時人質の解放は嘘だと告げられ霊力と性欲が高まりきった状態で闘技場で妖魔達と再戦し見事に勝利を収めるも疲労から意識を失う。
『真退魔士カグヤ8』ではホテルの一室で目を覚ます。そこには虎道が立っておりカグヤの勝利と人質の無事を告げられる。それと同時に抑えられていた快感が高まり、即座に乳首を触られる。乳首を触られながら欲しいものを問われ、絶頂を懇願する。男根が欲しいのかと問われ、「入れて！ イカせて！」と快楽に屈し虎道の男根を求めてしまう。その欲求を叶える為カグヤ自身の意思でフェラをしてしまう。男根が入れられた時を想像しながらフェラを続けるもなかなか挿入してもらえず膣の愛液だけがどんどん垂れていく。イキたい気持ちが限界に達し虎道もそれを察して跨るよう指示。カグヤは虎道の男根めがけて自ら腰を下ろして挿入してもらう。ジュエに犯されていた時のように自ら腰を振り快楽を貪るカグヤの乳首を虎道はしゃぶり激しくイカされる。だいしゅきホールドをしてしまう程の強い快感に襲われその後も何度も絶望し、カグヤは限界を迎えていた。そんな矢先虎道はまだ本気のピストンをしてないと告げられ絶望するカグヤをよそに虎道は本気のピストンを開始する。するとカグヤはあっという間にイッてしまい乳首にもローションを塗られ激しい絶頂を何度も迎える。最後は子宮を押されながら中出しをされ泣き叫びながらイカされる。
『真退魔士カグヤ9』では虎道により快楽漬けにされ快楽に屈し泥のように眠りにつく。目を覚ますと妖魔によって捕らえられていた人質の前で虎道お気に入りのコスプレをさせられた状態で目を覚ます。妖魔同盟のボスナージャが虎道の手により妖力を封じられ、快楽漬けにされている写真を見せられ、闘技場も人質も全てはカグヤを理想のヒロインに仕立て上げる為に用意したものと告げられる。まずは電流を全身に流されて愛液を垂らしながらイク寸前まで追い詰められる。その後乳首を舐められ絶頂し、手マンと乳首をつままれイカされる。そして男根を挿入され、幾度となくイカされ、人質達に見られていることに目も暮れずイカされてしまう。失神した後、かつて鈴峰杏花が公開陵辱されたパーティ会場でパンツ一丁でロデオマシーンに拘束された状態で目を覚ます。大勢の人間の前で胸をバイブ等で責められイカされる。するとロデオからバイブが隆起しカグヤの膣に入り込む。膣の中で動くバイブの刺激に耐えれず絶頂してしまい、乳首に電流と振動を同時に与えるバイブを装着され追い討ちで媚薬効果のあるガスを吸引させられる。そして男根を膣ではなくアナルに挿入され自身の体が虎道に支配されかかっていると察していく。肛内射精をされ絶頂した後やめるよう懇願するも聞き入れてもらえず、再びアナルに射精されアヘ顔を晒しながら絶頂した後も公開陵辱は8時間にも及びカグヤは解放された。
『クリムゾン妖魔大戦/同X』では公式サイトのキャラクター紹介で「目の前で友人を妖魔に奪われたショックで精神が実年齢より幼くなっている」旨紹介されたがストーリー上はそのような様子はない。加羅石町に妖魔討伐に来たものの人質を取られ動けなくなっていたが同じく加羅石町に来ていたミコトと主人公達が助けに入ったため形勢逆転、勝利する。その後、メルからの連絡を受け虎道大慈とレンゲが退魔士達を捕える為に張った結界を協会所属の退魔士達と協力して破壊、捕えられていた主人公達を助け出す。フリー退魔士ではあるが退魔士養成学校を訪れたり学校行事や協会の任務に参加することも多い。シナリオ上では原作通り基本的に素手で戦うが（剣を投げて妖魔の触手を切った事はある）バトル使用キャラとしては様々な武器を使う。
仁科メル
声 - 二ツ森双葉（クリムゾン妖魔大戦/同X）
『退魔師カグヤ』から登場。退魔士協会に所属する少女。呪符使い。カグヤの後輩で「カグヤせんぱい」と呼ぶ。容姿はやや幼めでカグヤより背が低い幼児体型。スカート丈の短い巫女の格好をしている。かつてカグヤと共に修業した仲であり、レズっ気のある意地悪な性格。責めキャラとしては珍しく何度かカグヤのピンチを救っている。
カグヤのサポートとして派遣されたが、後半から妖魔の淫水で敏感になったカグヤに付け込んで弄ぶようになる。基本的に責めキャラのため、彼女が凌辱を受けたのは電車内で痴漢たちに襲われた時くらいしかない。
『退魔士ミコト』でも女医と共謀してミコトを弄んだが、「カグヤの妹」に対して多少なりともライバル視している様子が見られた。
『真退魔士カグヤ1』にて再登場し、「明倫会」から退魔士としての活動を一般人に見られないようにと通達され愚痴っていた。
『退魔士カグヤ辱』では久々に攻めキャラとして登場。首輪の後遺症でカグヤが命令に逆らえなくなっていると知ると確認（チェック）と称して弄んだ。胸責め乳首責めは元よりキスだけイカせるなどしたが、後遺症を状態を見抜くなど退魔士としての役割は果たしている。
『退魔士カグヤ辱2』ではカグヤと連絡が取れないことから不審を抱き、彼女の霊力を辿ることで追跡を開始。垣杉三郎に弄ばれていたカグヤを救出した。カグヤの前では笑顔だったが、垣杉に目を向けた際は冷たい表情で「こんなのに捕まっちゃうなんてカグヤ先輩はスキが多い」とこぼしている。
『退魔士カグヤ外伝 メルのやりすぎ悪戯編』では後日談が描かれ、救出したカグヤを今度は自らの手で辱める。
『クリムゾン妖魔大戦/同X』では主に杖を武器にしており、胸が大きくなっている。主人公の「頼れる先輩」ポジションにあるキャラ。また、同作のストーリーではゲームオリジナルキャラの出番が多く漫画登場キャラはゲスト的な登場が多いが彼女は例外的に出番が多い。カグヤと仲が良いのは漫画と同じで退魔士養成学校や協会の情報を個人的にカグヤに伝えたり主人公達にカグヤの存在を伝えたりしている。
川澄ミコト
声 - 中月亜子（クリムゾン妖魔大戦/同X）
退魔ミコトシリーズの主人公。T-163 B-94 / W-62 / H-89。乳首責めだけでイクほど敏感。前述のカグヤの妹であり、姉よりも大人びた美貌を持つ。姉を超える天才美少女退魔士とされているが、実は霊力こそ高いものの実力自体は低かった。決闘ではジュエに勝利を譲ってもらう代わりに後日凌辱されてしまい、深く心に残る屈辱を与えられた。後に摩伽羅の封印を解き強大な戦闘力を手にするが、妖魔討伐後は摩伽羅の触手に凌辱されるのが常。しかし摩伽羅と協力して最終的にジュエに勝利している。自分を「優秀な妹」と笑顔を向けてくる姉の期待を裏切ることができないでいる。また作品内では快楽堕ちをしてしまうBADエンドの描写もある。BADエンドでは公衆の面前で裸でイキ狂った挙句処女を奪われたり、ジュエの性奴隷になったりしているが姉であるカグヤのように正規ルートでの快楽堕ちの描写はない。また膣は摩伽羅に差し出しているが摩伽羅の特殊能力により処女は失っていない。しかしアナルはBADエンドで犯されているが、正規ルートではカグヤとは違い未経験である。
『クリムゾン妖魔大戦/同X』では妖魔討伐に訪れた加羅石町に休暇で来ていた主人公達と出会い共闘。同じく妖気を感じて町に来ていたカグヤのピンチを救う。その後、虎道大慈に姉が目の前で犯されそうになった時は堪らず助けに入り再度姉を救った。姉にはコンプレックスを抱き超えるべき存在と捉えているが本心では認めて欲しい、甘えたいと思っている部分もある。摩伽羅との関係は漫画と同じ。
摩伽羅（マカラ）
ミコトの腕輪に宿るパートナーの幻獣。無数の触手に一つ目という姿をしている。ミコトの力の秘密であり、憑依して妖力を与えて彼女の力とする代償に身体を弄びマゾの種を植えつける。ミコトに快楽を覚え込ませながら成長を続けており、彼女を主人として従うもミコトの胸中から疑惑は消えない危険な存在でもある。
天花寺サヤ（てんげいじサヤ）
声 - 如月優香（妖魔大戦）
身長167cm／体重52kg。
スリーサイズ B 86cm W 62cm H 90cm
退魔士協会会長天花寺久喜の孫。黒髪ロングで首に長いスカーフを巻いており、服装はハイレグのような服装に太腿を主張した長いソックスを履いている。非常に自信家かつ好戦的。『新退魔士カグヤ3』にて初登場。カグヤを輪姦していた淫魔達をいともたやすく撃破する実力者。退魔士協会会長の血を引くものとしてフリーの退魔士であるカグヤが最強であると謳われていることに不快感を持っていたが、淫魔達にレイプされていたカグヤを見て所詮は噂であり実物は無様な奴であると見下す。カグヤに拘束具を解くよう頼まれるが「最強は天花寺サヤである」事を認め「助けてください」と懇願するよう命じる。それを聞いて戸惑うカグヤに向かって気に入らない存在であり、助ける義理は無いとカグヤの乳首を触りながら吐き捨てる。そしてカグヤは命令通り助けを懇願し、カグヤの拘束具を解くが治療の途中だったカグヤを拘束し「最後まで治療してやる」と言い「またどこかで会うかもしれないが、その時はもう少しマシな姿を見せてくれよ最強退魔士さん」と嫌味を言いつつカグヤを盛大にイカせた。
『新退魔士カグヤ4』では六朧山でカグヤと再会し、前作で醜態を見せたカグヤに嫌味を言う。カグヤが無明坊主とレンゲに陵辱されている間に幹部クラスの直属衛兵をあっさりと撃破し「所詮は下等生物、この天花寺サヤの相手になるものはいなかったか」と余裕を見せ「もっと大物の妖魔達と戦いたかった」と余裕を見せる。その後、サヤの仲間たちの会話でカグヤに腕輪を渡した首謀者である事が判明し、カグヤを妖魔達に拉致させアジトの場所を突き止めるのと同時にカグヤの評価を落とし、サヤ自身の評価を上げる事が目的だった事が判明する。
『新退魔士カグヤ5』では妖魔同盟のアジトに潜入して妖魔を撃破し、そして人質を救助しようとするが、妖魔同盟の幹部ジョジョウの罠にかかり、霊力を封印され部下たちの前で犯される事を宣言される。
『新退魔士カグヤ6』では妖魔同盟の幹部ジョジョウにサヤの身長や体重、スリーサイズを暴露される。この時父は戦死し、母とは絶縁状態である事が明らかになる。そして処女である事も明らかになる。弄ばれ初々しい反応をしてジョジョウに嘲笑される。尻と膣の周りを撫でられる。膣を見られてそうになった際殺してやると激昂するが、それも嘲笑され遂に膣を晒してしまう。膣を弄られ乳首も露わにされる。
『新退魔士カグヤ7』では引き続きジョジョウに犯されている。胸と尻同時に責められて戸惑いを見せる。更にはアナルを舐められ犯されながら快感を感じでいる事を受け入れられない。ジョジョウから、「霊力の高い女ほど快感を感じる神経が発達している」と告げられ「快感に弱いスケベな体」と嘲笑される。その後開脚され1番敏感な膣を舐められイカされた後、手マンされ乳首を舐められるが、その時膣に処女結界が貼られている事に気づく。これは一部の神通力には処女の方が高い効果を得られる事がある為、高い素質を持った退魔士が迂闊に処女を散らさない為に処女膜に結界を貼ることがありサヤもその1人だったのだが、サヤはその事を知らずにいた。その後ジョジョウの部下に男根を挿入されそうになるが、結界のおかげで入り口付近で止まるが快感自体は全く抑えられず、イカされ突かれるたびに結界は弱くなっていきついに処女結界が破られてしまう。等々処女喪失の危機が訪れた時、暴魔ミトラと霊力が回復した川澄カグヤの乱入により処女は辛うじて守られた。
自身が主人公となった『退魔士サヤ』では『新退魔士カグヤ』の後の物語が描かれ、陵辱されたリベンジに退魔士協会の許可もなく部下を引き連れてジョジョウのアジトに乗り込むがあっさりと捕まってしまう。ジョジョウになぜまた捕まったのか原因を指摘されカグヤや自分の姉を引き合いに出され激昂する。しかし乳首や膣、尻を丹念に犯されため込んだ妖力を女の快感に変換するディルドを膣に突っ込まれイカされ、その後すぐにまたイカされてしまい気を失う。目が覚めると首輪を装着されイクと霊力の源の霊源を吸い取られるよう仕組まれており、なんとかイカないようにしても結局イッてしまう。その後処女結界が回復していない事を見抜かれ羞恥心から処女結界を回復させなかった事も見抜かれ遂に処女を失ってしまう。男根で何度もイカされ、霊源を返して欲しければ詫びを入れ忠誠を誓うよう迫られるがそれを拒否する。遂にイキっぱなしの状態にされ、霊源が残り10%ほどになった時今度は淫水で敏感になった尻を撫でまわされながら、アナルに触手をねじ込まれ淫水を注入される。最後はアナルを広げられながら淫水と触手の刺激でイカされる。

### 妖魔・淫魔・悪霊
ナージャ
妖竜の異名を持つ女性妖魔。退魔師協会と敵対する妖魔同盟の幹部。かつて高名な妖魔によるトーナメント戦を勝ち残り妖魔同盟を結成。組織としてはトップを置かず幹部の座にあるが、誰もが彼女には一目置いており事実上の妖魔同盟のトップと目されている。退魔師協会により弱体化した妖魔同盟の立て直しのため、人間の悪徳社長・虎道大慈と手を組み最新鋭設備を備えたアジトを設立する。しかし、100億円をかけて作られた妖力無力化結界装置によって捉えられ「悪の女幹部愛好家」に調教を受ける。屈する事無く装置が停止するまで持ちこたえたナージャは一瞬にして設備を破壊し、退魔師や見張りを瞬殺して脱出するがそこに待ち受けていた退魔師協会会長・天花寺久喜に敗北。奥義「極イカせ」を受け一度目はかろうじて持ちこたえるものの、二度目であっさり敗北を宣言し敬語で感謝と謝罪を口にしながらアヘ顔を晒す。
鈴蘭（すずらん）
平安時代の娼婦の悪霊。基本的に素顔は描かれない。憑依した女性を恐ろしく敏感に、また周囲から襲われやすくなる体質に変えてしまう。目的は究極の快楽を追及。そのため厳密には悪霊とか怨霊ではなく、求める「究極の快楽」を得られなかった無念により現世に留まり、その願いを果たそうとしている存在。母親は特定の夫を持たず、父親が誰なのか知らずに育った。媚薬で生計をたてる薬師の母親は自身の肉体で薬を実験し、毎日のように誰彼構わず男性と性交を繰り返しており、そんな母親に女手ひとつで育てられた。幼馴染で汚れを知らない反物屋の息子・清兵衛と愛し合い祝言の日取りが決まった頃、大金で自身の処女を欲した貴族の男性との取引に応じた母親に一服盛られ、丸一日犯されてしまう。愛する人に処女を捧げることが叶わず、犯されて快楽を感じた自身を母親と同類の淫売だと絶望し、ただ快楽だけを求めて俗世間を渡り歩く「伝説の淫婦」と呼ばれるようになった。当初はヒミコの策略により力を封印されて眠りにつくが後に復活。その後、ヒミコと陽が結ばれた時、自身が真に求めていたのは「究極の快楽」ではないことに気づいて成仏し、月の光に導かれるように清兵衛の待つ天界に昇って行った。
『霊感アイドルと快感ゴースト』にも登場し、心霊スポットにやってきたアイドルのヒカリに憑依した。境遇は上記とほぼ同一。こちらでは素顔が描かれるようになり、ヒカリをからかったりと可愛らしい振る舞いを見せる。最後はヒカリが愛する人と交わったことで「好きな人に初めてを捧げる」快楽を知り、生前の恋人・清兵衛のことを思いながら成仏していった。
淫獣ナユタ / 淫狐ナユタ
『退魔士カグヤ』における黒幕。退魔士協会が危険視する五大妖魔の一人。前髪で目元が隠れた女性の姿をしているが、狐のような尻尾を生やし触手ペニスという男根を持つ。女性の中でも珍しく不気味な雰囲気をかもすなど異彩を放つキャラクター。一人称は「ボク」。
かつて性犯罪者の処刑場だった加羅石町に目をつけ、怨念を利用して妖魔を生み出していた。
見た目は女性だが、男性のような性欲の持ち主。カグヤには興味を持っており、彼女の素性や過去なども調べていた様子。
指先を動かすだけで対象の動きを封じるなど強制力の高い術を使う。このため戦闘らしい戦闘シーンはない。
ケーシャを倒して弄び、果てにはカグヤまで敗って凌辱し監禁するが、メルの作戦により莫大な霊力を引き出した「陽魂衝」により消滅した。
後に発売された『強制操作』にも登場しており、主人公の鎌田に「女を操れるスマホ」を授けた。冒頭とエピローグのみに登場。鎌田が消滅した際、愛し合う恋人が一緒の時に使おうとすると暴走して操作していた本人が消えてしまうことを知りながら、そのことを説明せずに「まあいいか」と別の人間に渡して遊ぼうと企むだけだった。後に多摩本マナブにも悪魔のスマートフォンを授けるが、彼は「一年間セックスせず快感を与えるだけ」にとどめ、最後にセックスで凌辱したがカラダは操れても心までは操れないと気づき返却にきた。ナユタはそのことですら面白いと称していた。
小説版『アイドル強制操作 ～スマホで命令したことが現実に～』（美少女文庫）でも彼女らしき人物が登場しており、鎌田に悪魔のスマホを渡している。ただし言葉遣いは原作と異なり女口調のため、ナユタとは断定できない。
宝来ジュエ
演 - 大槻ひびき（クリムゾンプリズン）
演 - かすみ果穂（クリムゾンドリーム）
退魔士養成校でミコトの同期にしてライバル。「黄金の世代」の中でトップクラスの実力を誇り、決闘で彼女に屈辱的な完全敗北を味わわせた張本人だが、卒業を目前にして失踪した。その後、妖魔化して妖魔の秘密組織「黒サソリ」のボスになる。『退魔士ミコト』、『クリムゾンプリズン』、『クリムゾンドリーム』に登場し、「黒サソリ」のボスであると同時に「エクスタシーSHOW」の司会を兼ねる。『クリムゾンプリズン』の後書きによれば「エクスタシーSHOW」はジュエがお金を稼ぐために行っているという。妖魔化によるものかは不明だが、男根がある。妖魔化しても完全に妖魔の味方というわけではなくカグヤやサヤの霊力回復の手助けをしたりもしている。
ミコトに敗北するも生存しており、様々な作品に登場しては黒幕として活動する。カグヤを堕とす事はクリムゾンドリームでは失敗しているが『新退魔士カグヤ7』で成功しており、最強と称えられるカグヤを快楽堕ちさせた唯一の存在。妹のミコトは正規ルートでは未だに堕としきれてはいない。
『新退魔士カグヤ3』では妖魔同盟の幹部の1人として物語終盤に登場する。
『新退魔士カグヤ6』では拘束用の軟体生物に弄ばれているカグヤの前に現れる。自身が元退魔士である事、人間をやめて妖魔になった事をカグヤに打ち明ける（ミコトについての言及はない）。カグヤの乳首を撫で回し、カグヤに霊力を回復させてあげる代わりにカグヤの体を弄ばせるよう要求する。戸惑っているカグヤを余所に膣を弄る。そして自身に人間達の快感エネルギー抽出して出来上がった霊体ペニスを生やしカグヤに挿入する。カグヤにもっと腰を振りジュエ自身をイカせるよう要求する。何度もカグヤの体位を無理矢理変え、騎乗位の状態にして腰を振らざるを得なくする。拒絶しようとするカグヤの意思とは裏腹にカグヤは勝手に腰を振り始める。なかなかイカないカグヤに違和感を感じたが、絶頂封印の首輪に気づき首輪を取り外す。そして溜まった快感がカグヤを襲いジュエもピストンを強める。そしてカグヤは全身の快感を解き放ちジュエに思わず抱きついてしまうが、ジュエはまだ絶頂せず腰の振りが止まっていたカグヤに自分から腰を振るよう再度要求する。しかし思うように腰を振れないカグヤに対し、ピストンをさらに強めカグヤの乳首とアナルの快感を全身に広める。カグヤがアヘ顔を晒し叫声をあげるほど激しくイカせ、腰を振らない限り精液を出さないと告げカグヤを更に追い詰めていく。
『新退魔士カグヤ7』では自分だけイキ狂っているカグヤに「私をイカせなきゃ霊力は回復しない」と再度忠告をしカグヤを犯し続ける。イク所を声に出すようカグヤを促し、カグヤが半分演技で「イク！」と声に出すが見抜き、羞恥心や義務感を捨てるよう促し濃厚なデュープキスをしてイカせる。その瞬間カグヤは羞恥心や義務感が無くなり「イキます！ イキます！」と心の底から言うようになり、「チンポ気持ちいい？」というジュエの質問にも「気持ちいい！ チンポ気持ちいい！」と答えるようになり、身も心も快楽に堕とす事に成功する。その後カグヤから中出しを要求され、中出しをしてカグヤをイカせカグヤの霊力を回復させ、衣服をカグヤに返却し自身は姿を消す。
『退魔士サヤ』では物語終盤に、ジョジョウのアジトにて捕らえられているサヤとその部下にをもらう為に、ジョジョウがSEXしたい相手を差し出す交換条件を提示する。
『真退魔士カグヤ2』では入浴中のミトラのもとに訪れ、カグヤとの戦いの仲介役を担う。因みにこれはカグヤをレンゲに、ミトラをジョジョウに差し出す為の罠である。
『退魔士サヤ2』ではジョジョウにミトラを差し出す代わりにサヤを引き取りサヤの失われた霊源を取り戻す為にサヤの部下に犯されるように仕向ける。
レンゲ
淫魔の始祖。隻眼で眼帯を付けており、淫靡な美女の姿をしている。淫水の生みの親でもあり、他の淫魔とは比べ物にならないほど強力な淫水の持ち主であり、カグヤのアナルを本格的に調教した初めての淫魔。カグヤの右乳首、尻、アナルを超敏感な性感帯へと変貌させてしまっている。多くの人間たちを手下にしており淫水や呪具を利用する風俗店を経営させている。自身も人間に扮して人間社会に潜り込み美女を弄ぶことがある。
『新退魔士カグヤ3』にて登場した妖魔同盟幹部の1人。『新退魔士カグヤ4』では無名坊主とカグヤの戦闘に割り込む。唾液そのものが淫水でありカグヤの乳首を少し舐めただけで激しくイカせるほどでありカグヤ曰く「今まで受けてきたどんな淫水よりも刺激的」。カグヤの事を大したことない退魔士だと思っていたが、乳首を通して霊力を吸い取り美味しい霊力と高く評価。カグヤが実力者である事に気付く。無明坊主にも霊力を吸うよう強く勧め、カグヤを更に追い詰める。肌に塗るだけでも強力だが直接飲ませるともっと激しくイかせる事が可能であり、直接飲まされたカグヤは「今までくらってきたものとは比べ物にならない。精神力でどうこうできるレベルじゃない！」とまで思わせ抵抗力を削ぎ霊力を全て吸い取ってしまうほど。最後は霊力を回復させて何度も何度も味わう為カグヤを妖魔同盟のアジトに拉致する。
『新退魔士カグヤ5』ではカグヤの身ぐるみを剥ぎパンツ一丁にして拘束する。まず右乳首を舐め一瞬でイカせる。そしてカグヤの尻を改造する為カグヤの尻を舐め、イカせる。カグヤに生意気な事を言われ、激昂し今度はスパンキング をする。そしてまたしてもカグヤをイカせるがカグヤがまだ生意気な目をしている為、アナルに舌を入れ豪快に舐め回しカグヤをイカせる。再度アナルを舐めてイカせた後カグヤがアナルの快感で奴隷らしい表情になった事に満足して、エクスタシーを抑制する首輪をカグヤに装着させ、自身の右腕と評する淫魔ダッパにカグヤを調教する事を命じ、姿を消す。
『新退魔士カグヤ6』ではカグヤが受けたレンゲやダッパの調教の効果が如実に現れており、ジュエの巧みな責めも合わさり『新退魔士カグヤ7』でのカグヤの快楽堕ちに貢献している。
『真退魔士カグヤ2』ではミトラとの戦いで消耗したカグヤを襲い、自身のアジトに捕らえる。パンツ以外の衣服を剥ぎ取り、手始めに乳首を舐めてイカせる。カグヤの乳首、尻、アナルは調教済みであることから、まだ調教してない背中や首筋、膣やクリトリスを調教することを宣言。触手で全身を愛撫し膣に舌をねじ込み舐め回してカグヤをイカせる。カグヤの霊力がかなり消耗していた為回復するまでの間自身の息のかかった風俗にカグヤを受け渡す。
『クリムゾン妖魔大戦/同X』では南雲さゆきに淫夢を見せて苦しめていたがアジトに乗り込んできた主人公や仁科メルによって倒される。だが後に倒されたのは分身体であり本体は無事だった事が語られる。
無明坊主
妖魔同盟幹部の1人。無数の手を持つ老人のような姿をしており「手が届く」「手を尽くす」など「手」とかけた台詞を話す癖がある。
『新退魔士カグヤ3』の終盤から登場。『新退魔士カグヤ4』にて山奥でカグヤと交戦するが、カグヤの霊力が封印されていたため容易く捕らえ凌辱する。
『真退魔士カグヤ1』にて再登場。いつの間にか逃げ出したカグヤのカラダが忘れられず、手を尽くして探し出し電車の中で襲い掛かる。密閉された空間で姿を隠しているためされるがままのカグヤを弄ぶ。更には強力な淫気で周囲の男たちを凌辱者へと変え、カグヤをホテルに連れ込ませて弄ばせた。しかし快楽によって能力が増したカグヤに位置を見抜かれ、動揺している間に「陽魂衝」を受けて消滅した。
『クリムゾン妖魔大戦/同X』では「無名坊主」の名で登場。満員電車に乗車している男性を操ったり配下の妖魔を使ったりして痴漢行為を行わせ、被害女性の霊力を吸い取っていたが配下の妖魔共々主人公達と天野アカネに倒される。また、「手」関係の口癖はない。
ジョジョウ
妖魔同盟幹部の1人。退魔士協会のエース、天花寺サヤの処女を奪いアナルを凌辱した初めての妖魔。
『新退魔士カグヤ3』で初登場。妖魔同盟の幹部であり情報の大切さを説く。
『新退魔士カグヤ5』ではサヤを罠に嵌める。
『新退魔士カグヤ6』では罠に嵌めたサヤのスリーサイズや身長、体重、家族構成、処女である事を調査済みである事が明らかになる。そしてサヤの膣と尻を弄び乳首を露わにさせる。
『新退魔士カグヤ7』ではサヤをいたぶるように犯し続ける。アナルを舐めてイカせる。情けない声を出して感じているサヤを嘲笑し、サヤの膣を舐めてイカせる。その後サヤの膣に指を突っ込むが処女結界が貼られている事に気づき、部下に結界を破らせるよう指示する。そしてサヤが何度もイキ狂い、結界が破れ自分の男根を挿入しようとした瞬間暴魔ミトラに邪魔され川澄カグヤの乱入もありサヤの処女を奪うことが出来ずやむあえずその場を撤退する。しかしその所為で退魔士とミトラに強い憎悪を抱くことになる。
新シリーズ『退魔士サヤ』では、リベンジに燃え奇襲してきたサヤとサヤの部下をあっさりと返り討ちにして捕らえる。サヤの乳首を触りながらサヤをとことん挑発していく。嬲りがいのあるサヤの体に絶頂の刺激を5発に増幅させるディルドをサヤの陰部に擦り付けサヤをイカせる。その後ディルドを膣に挿入しサヤを激しくイカせて気絶させる。その後サヤに絶頂した瞬間霊力の源である霊源を奪う首輪を装着する。サヤの処女結界が復活してない事を見抜きサヤの懇願を無視して遂にサヤの膣に男根を挿入し、処女を奪う。ピストンしてサヤをイカせ続け霊源の9割近くを奪いサヤを一時的にイキっぱなしモードにさせる。その後淫水で敏感になったサヤの尻を撫で回しながらアナルに淫水を注入するため触手をねじ込み、肛門を広げながら触手でピストンしつつ淫水を注入して激しくイカせる。その後サヤを捕らえ自身の研究所に戻ると宝来ジュエが現れ、サヤとその部下を差し出すように要望されたため自身が犯したい相手を差し出す事を条件にジュエとの取引に応じる。
『真退魔士カグヤ2』ではジュエの協力のもとカグヤとの戦いで消耗したミトラを襲い、胸や膣を愛撫する。女の子らしい反応をするミトラを嘲笑しミトラの服を全て剥ぎ取り全裸の状態にして膣かアナルか明確な描写はないが、その付近を舐めてイカせる。
淫魔ダッパ
『新退魔士カグヤ』における最後の敵にして最後の凌辱者。
レンゲほどではないが淫魔始祖の血を引き、カグヤを快感で狂わせるほどの淫水の持ち主。カグヤのアナルを執拗に責め続けカグヤのアナルに初めて男根を挿入した淫魔である。
レンゲには右腕として高く評価されている。レンゲにカグヤの調教を任される。カグヤをマングリ返ししながらアナルを舐めたり、乳首を舐めたり、アナルに指を突っ込んで穿ったりしてカグヤの事をただの淫乱女と蔑むが、体についてはたまらないエロボディと高く評する。レンゲに挿入禁止を言い渡されていたが我慢出来ず、カグヤの膣に男根を挿入する。カグヤの膣を堪能し、中出しした後まだまだ性欲は止まらず、カグヤのアナルに挿入する。アナルを突いている最中、逃げ出そうとするカグヤに逃げようとしても無駄な事を伝え大人しくパコパコされるしかないと嘲笑う。そして尻にスパンキングしてカグヤをどんどん追い詰める。しかし、カグヤの我慢が限界に達し堕ちる寸前の所でカグヤが寸止め地獄によって霊力が高まる能力が発動し、カグヤの反撃を受け消滅してしまう。
『新退魔士カグヤ6』ではカグヤがダッパやレンゲから受けた調教の効果が如実に現れており、ジュエの巧みな責めも合わさり『新退魔士カグヤ7』でのカグヤの快楽堕ちに貢献している。
夏死楼（かしろう）
『退魔士ゆら』から登場。
廃村に巣食う大物妖魔と呼ばれていたが、正体は幾多の実力ある退魔士たちを返り討ちにして来た男性型の淫魔。しかし命までは奪わないため、退魔士協会からは無理に討伐する必要はないと無視されていた。
外見が人間と変わらず、素顔も三白眼で目付きが悪い程度。平安時代の僧侶が着るような裳付（もつけ）衣を着ており、竹笠をかぶって目元を隠している。
スマホやフォタスタグラムのことを知っているなど現代の文化にもしっかりと溶け込んでおり、ゆらからジジイ扱いされたことを根に持っている節があった。
淫魔の中では珍しく下卑た感じではなく、威厳のある悪役といった感じの喋り方をする。むしろ最初だけ敬語を使うなど（外面的なものなだろうが）礼儀正しい面も見られた。
討伐にやって来たゆらを「動きが遅くなる隔離結界」に閉じ込め、更に無数の触手と手で弄び、淫水を浴びせてイヤらしいカラダに変えることで優位に立つ。更にゆらが虚栄心の強い性格だと見抜き、言葉責めでプライドまで嬲って行く。
そのまま処女を奪おうとしたが処女結界に阻まれたため取引を持ちかける。「処女結界を自分の意思で破棄するか」「隔離結界を解除して無様な姿を取り巻き達に晒すか」の二択を迫る。意外にもゆらは、処女結界破棄を選んだ。
そこまでして見栄を張ろうとする彼女をいたく気に入り、今回は入り口に男根を擦り付けて射精するに留め、立ち去って行った。
しかし、ゆらのスマホを掠め取っており、後日パスワードを破ってフォタスタグラムを乗っ取っていることが判明する。

### エージェント・格闘家
泉マヤ
演 - 椎名ゆな（クリムゾンプリズン）
演 - 沖田杏梨（アイドル強制操作 〜スマホで命令したことが現実に〜シリーズ、AV引退×クリムゾン エロ漫画家に囚われた沖田杏梨）
声 - 沖田杏梨（ガールズファイト マヤ編 ボイスコミック版）
女子格闘家。『ガールズファイト マヤ編』の主人公。クリムゾンガールズのアリサの姉。関西弁ではない。女子総合格闘技イベント「戦女神」で12連勝を飾る無敗の女王だったが、20歳の誕生日を迎えた日、恋も男性も知らずに過ごす人生に嫌気が差して引退を決意した。しかし、当時は一敗もしないで引退など許されない風潮だった。そのため、次の対戦で男子選手を、男子総合格闘技団体「SWORDs」58kg未満級のエースである尾神真五郎を指名した。彼に負けて引退するつもりが勝ってしまい、逆に尾神の引退と「SWORDs」の人気低下による倒産を招いてしまった。責任を感じて格闘技を続けるも格闘技界全体に敬遠されて誰とも対戦させて貰えず、地下格闘界に流れて来た。胴着を着用した挑戦者に格闘家としても女性としても恥辱を味わわされて敗れるが、これでやっと無敗の女王の呪縛から解き放たれて普通の女性に戻れると安堵していた。引退しても格闘技をやめたわけではなく、スパーリングパートナーを務めているという噂が囁かれている。挑戦者の正体は不明だが「マヤを破るために3年間女を征圧する鍛錬してきた」「尾神真五郎との過去に詳しい」などマヤとの因縁は深い様子。
『クリムゾンプリズン』で、ジュエの組織に囚われてしまう。キャットファイトでジュエを倒して友人らと共に脱出するつもりだったが、拉致された際の食事に混入されたのは睡眠薬だけでなく身体が敏感になる媚薬も一緒だったため、敏感な部分を刺激されてマトモに戦えなくなって敗北し、罰ゲームとして輪姦された挙げ句、膣とアナルの二穴攻撃という恥辱に喘いだ。最終的にゲーム終了後も3人揃ってレイプされ続けた。
火浦鏡子
声 - 奥山歩（クリムゾン妖魔大戦/同X）
『女格闘家乱舞』に登場。23歳、古武術家の娘で亡き父に代わって火浦道場を営む。8年前、3つ年下の少年・鬼塚シュウ（弱い者イジメをしていた）を打ち負かしたことで逆恨みされ、成長した彼に道場破りという形で逆襲を受ける。それもただの道場破りではなく、幼い生徒たちが見ている前で凌辱されるというものだった。圧倒的な力を持つシュウの前には歯が立たず、衆人環視の中でイカされるという屈辱を味わう。犯される間、シュウによって生徒たちに性教育を施され、純真な子供たちが性の喜びに目覚めていく過程まで見せられ、最後は自分が敗北して犯されることを少なからず望んでいたと自覚してしまう。なお、道着の中はセクシーな仕様のふんどしを身に着けている。
『クリムゾン妖魔大戦/同X』では退魔士養成学校の講師という設定。
メイ
『女格闘家乱舞』に登場。大富豪の令嬢だがあらゆるスポーツに精通し、また才能にも恵まれた女性。金メダルを手にした栄冠による高揚感が忘れられず、「強い者を倒した時に得られる高揚感」を求めて女性レスラーとなった。そしてもっとスリルを求めて危険な地下格闘技の世界に足を踏み入れる。対戦相手のレズビアンレスラー・ユーリを圧倒するが、スパーリングパートナーのミカに裏切られ羽交い絞めにされたところを凌辱されてしまう。地下格闘技の大物の組織が運営しており、決して口外されることはないものだった。それもメイの家よりも上の階級が運営しているため、メイの力も権力も一切通用しない状況になってしまう。二人掛かりで責められた後、レフェリーの男の剛直に貫かれレイプ同然に犯されてしまった。試合が終わった後、メイは復讐するつもりだが、それが成功しても失敗しても、犯された記憶を思い出して身体が熱くなってしまうのを確信していた。
ケーシャ
演 - 波多野結衣（クリムゾンドリーム）
声 - 風花ましろ（クリムゾン妖魔大戦/同X）
某国の女スパイ。ベテラン。豊富な経験と天才的な才覚を持つ。薬理の智識と耐性を身につけ、解毒力を有する。スパイという仕事柄、人前に姿を晒すことを嫌う。恥ずかしがり屋。
『女格闘家乱舞』で、連邦政府の要請で非合法組織に潜入しての調査は長期間に及び精神的・肉体的に限界が見えるほどの困難な案件だった。幹部しか入室出来ない厳重にセキュリティに守られた部屋で決定的な証拠を手にするが、事前リサーチで海外にいるとされていた幹部に発見されてしまう。幹部の取り巻きの部下を叩きのめすが、戦いの最中に彼らの指輪に仕込まれた毒針で特注の麻痺毒を注入されて身動きがとれなくなる。全身に回れば象でも動けなくなり、また、感覚を敏感にして性感を高める媚薬でもあったため、徐々に身体が火照り絶頂を求めて暴走する。そんな身体に戸惑う隙を突かれ、幹部に組み敷かれて小さなカプセルを大量に膣内に入れられてレイプされ、絶頂に達するたびに膣圧で割れるカプセルから流れ出た媚薬により2度と元の身体に戻れない淫乱な身体に薬物改造され、幹部の性奴隷に成り果てた。
『退魔士カグヤ』では軍の特殊部隊出身のA級退魔士という設定で登場。霊力はカグヤには及ばないが、身体能力はカグヤよりも高く淫魔を一撃で倒している。カグヤの助っ人として退魔士協会から追加で派遣された。明るいメルとは対照的にクールで冷静沈着な大人の女性。夜の公園でナユタに遭遇してしまい、身体の自由を奪われ、淫魔でも何でもない浮浪者2名に凌辱されてナユタに膣内に挿入された球に霊力を奪われてしまう。去り際のナユタから、霊力は2週間もすれば回復すると告げられた。完全敗北の報はカグヤにショックを与える結果となる。
『クリムゾンドリーム』で囚われた8人の女性の1人として登場し、薬物でクリトリスを肥大化されて男根に改造され、オナホで射精を強制される。クリムゾンでも珍しいふたなり化をした。
『クリムゾン妖魔大戦/同X』では退魔士協会海外支部から来日したという設定。また、祖国はロシアと設定されている。
加賀美マリア（かがみ マリア）
演 - 大橋未久（女潜入捜査官マリア）
声 - 中月亜子（クリムゾントレイン）
秘密結社に所属する最強の女兵士。体力・知性・容姿共にトップクラスの美女。常に敬語で礼儀正しいが、冷静沈着で振る舞いも冷たい。組織の会長はマリアにとって育ての親であり上司であるため絶対服従を誓っている。非常にストイックで男に言い寄られても組織のために己を鍛えることを優先しており、恋愛には全く興味がない。会長から与えられた任務を冷静沈着にこなしているが、実は任務内容は組織が仕組んだ自作自演であり、マリアは知らない内に罠にかかり多数の男たちやレズビアンたちから凌辱を受けることとなる。これこそが会長の目的であり、「自ら育てた最高傑作を自らの手で凌辱する」というものだった。マリアは任務内容に疑問こそ抱くことがあるが、会長の罠であるとはまったく気づいていない。
『強く気高き女』にて初登場。表向きは慈善事業団体だが、政界を牛耳り裏から世界を支配する組織「秘密結社メビウス会」に属する特殊部隊「MST」の所属として登場。物心がつく前から組織に育てられ16年鍛え続けた。「世界の安定」を守るべく会長の命令により、大規模な違法薬物の取引を行っている大企業に潜入する。前述のように会長が仕組んだ罠であり、女秘書たちや副社長から身体検査と称したセクハラを受けてしまうが、会長から「抵抗するな」「か弱い女を演じろ」と命令を受けているため何もできないまま身体を許してしまい、自分が「女」であることを自覚していく。副社長に犯される中ひたすら反撃の時を待ち続けるが、やっと入った指令は「違法薬物とは何の関係もない会社だった」という残酷な事実だった。それでも念のために最後までただの女を演じるように告げられ、激しいショックを受けながらも犯され続けてしまう。
『クリムゾントレイン』では秘密結社ネメシスに所属する誇り高き女兵士として登場。詳細不明の極秘任務の最中、電車内で痴漢に遭う。しかし反撃禁止と会長に言われていたため、何もできないまま多数の男たちの手でイカされてしまう。その後、拉致監禁され男たちに弄ばれ続ける中、会長から反撃禁止を解除されるが最早快楽でどうすることもできず犯され続けてしまう。更に別の任務では諜報のために対抗組織のビルに潜入するが、待ち構えていた男たちに捕らえられ拘束されてしまう。まったく身動きできない中、バックから謎の男（会長）に犯されてしまう。最期までマリアは自分を罠にはめたのが会長であることに気づくことはなかった。
上記の内容はいずれもBLACK CATの同人誌において「セフィリア・アークス」が登場するシリーズで使用されている。またそちらに登場したキャラクターの一部も登場した。
実写版『女潜入捜査官マリア』では、イメージイラストとして描かれた「加賀美マリア」の容姿がまったく異なる。
邑楽あかり
『1年間痴漢され続けた女-前編-』から登場。空手家だった父親から空手の英才教育を受けていたが、父が起こした暴力事件を機に空手をやめてしまった。その後、父親が残した莫大な借金の肩代わりをすることになり、1年間キャバクラで働くことに。しかし、通勤に使う電車にて痴漢グループに目をつけられてしまい、乳首だけでイクような淫乱なカラダに開発されてしまう。空手しか知らなかったウブな肉体は、次第に淫らなモノへと変貌していった。
『1年間痴漢され続けた女-後編-』では、借金を返済するも、調教は本格的なものへと移り、なす術もなく処女を喪失し慰みものとなってしまった。
『1年間痴漢され続けた女　～おっぱいパブ編～』では、実はまだ借金の返済を終えていないことが発覚。一週間おっパブで働くという条件でチャラにしてもらうことになった。しかし、客の相手をするうちに開発されきったカラダが快楽を呼び覚ましてしまう。
鈴峰キョウカ
声 - 清宮琴子（クリムゾン妖魔大戦/同X）
『痴漢囮捜査官キョウカ』に登場。キョウカは漢字では「杏花」と書く。川澄カグヤと同じく長編シリーズとして刊行されている。
痴漢専門の特命の囮捜査官で「痴漢は女の敵」と考える正義感の持ち主。冷静な判断力と確かな護身術、そして「不感症」を武器に痴漢を逮捕してきた。しかしその正義感が仇となり、逃げられない状況に追い込まれ痴漢たちに犯されることとなる。
実は不感症などではなく幼稚園の頃、下卑た先生にイタズラされ、不感症を偽装することで自分を守ろうとしてきた。そのことも忘れて「自分は不感症」と思い込むようになっていたが、神沼カオルに犯されたのを機に快感を得ることを覚え始め、人一倍は敏感になり何もできないまま幾多の男たちやレズビアンたちに凌辱されてしまう。カオルによって一年ほど絶頂できないカラダにされ、溜まりに溜まった快感を解き放つように盛大にイカされた。
レズビアンで構成された痴漢組織の壊滅に乗り出すが、敏感になったカラダでは女たちのテクニックには抗えず、二度に渡って囚われの身になってしまう。一度目はイケない体で陵辱され続け、イクまで陵辱をやめないと言われ、やむを得ずイったふりをする。二度目は今度こそ逮捕しようとリベンジに燃え万全の準備を整えるもあっさりと捕まってしまい、発信機などの逮捕に必要な器具を没収されてしまい衣服も剥ぎ取られてしまう。「ご主人様」なるリーダー格の少女、月子に逮捕しようとした事に対してお仕置きとして弄ばれる。執拗な乳首責めによって百回以上イカされ、巨根の男に男根を挿入されてしまう。失神して起こされてまたイカされ失神するという異常な陵辱に耐えきれなくなり、堪らず許しを乞うが許してもらえず逆にお仕置きとして、自身初となるアナル責め、スパンキングによる絶頂を強いられ月子からは嘲笑されマゾ呼ばわりされてしまう。そしてその姿を動画で世界中に生放送され、正体までバラされてしまう。その後首締めされながら乳首、膣を責められまたしても失神してしまう。そしてキョウカの地元の街で露出度の高い服を着せられて首輪付けて徘徊させられる。極度の恥ずかしさと寸止め地獄によるもどかしさから再度許しを乞いなんとか許してもらえるが、公衆トイレに拘束されて放置される。そして月子と口裏を合わせたかのようにカオルが現れ乳首を舐めまわされたあと男根を挿入される。しかしキョウカの心には屈辱よりも安心感が芽生え始めホテルに移動する。そこでカオルと気持ち良すぎるSEXをする。最後には濃厚なキスをしながら中出しをされカオルに抱きつきながら絶頂する。その後、グデンメスタ共和国の王子のSPを依頼される。なぜ自分がSPの依頼をされたのか疑問に思いながらもSPの仕事を引き受ける。王子のパーティ会場に向かうための車に乗り込んだ矢先王子とボディガード達にレイプされてしまう。実はその王子も月子によって配信された監禁されてイカされまくるキョウカを見ていた1人であり、自身もキョウカをイカせまくりたいという欲求のもとキョウカにSPを依頼したのである。指や舌、玩具を、使われキョウカの性に関する秘密を暴かれていく。挙句の果てには本番行為中に日本では認可されていない強力なバイブをクリトリスに当てられ、これまた日本で認可されていない強力な媚薬をアナルに注入され、乳首に塗りたくられて悶絶する。パーティ会場に到着すると着用していたドレスを脱がされ全裸の状態で拘束される。見世物にされる事を宣言され不安と羞恥心が大きくなる中調教師と名乗る女二人組にアナルと耳だけを7時間ひたすら責められ他の性感帯は放置される。アナルは人差し指と中指が同時に入るほど拡張、調教されている。そしてアナルでイカされた直後に乳首と膣を責められ一瞬でイッてしまい、更には絶頂に達する事が出来ず快感を蓄積する特殊なガスを吸わされ絶頂が出来なくなる。その後4時間かけて絶頂を止めるガスを抜くために壁に拘束され恥ずかしい開脚ポーズのまま放置される。そしてそのままパーティが始まると大勢の人間の前で右乳首をしゃぶられ絶頂し、左乳首を摘まれて絶頂し、クリトリスを舐められて絶頂し（この時点でキョウカは両乳首を勃起させるほどまでになっている）手マンをされて絶頂し、最後には王子の男根を挿入されて絶頂してしまい、1分間に5回も絶頂に達っせさせれるという恥辱を味わう。快感で押し潰されそうになり、なんとか意識を保とうとして思い出すのがカオルとのSEXでありそれがキョウカに残された唯一のプライドとなった。そこから数時間更にレイプをされ続けていたが国際警察によって助けられた。
その後の『コスプレパーティ潜入捜査編』では違法薬物を使っていると情報を得たコスプレパーティに潜入する。露出度がかなり高い服装での潜入と男女が濃密に絡み合う現場を目の当たりにし、過去に受けた陵辱劇の事が頭をよぎる。後輩の捜査官に不意に胸を揉まれ乳首を弄られイカされてしまう。後輩に「いい演技」と不感症ではない事を見透かされているかの様に今度は膣を責められる。何度かイカされた後任務に支障が出ると思った杏花はその場から逃げ出すが、1人になった所を複数の男達に取り囲まれ乳首や尻を丹念に責められイカされた後、大量の媚薬を飲まされ頭が真っ白になり尻の穴からも媚薬を浣腸されあまりの快楽に気絶してしまう。その後VIPルームの個室で拘束されて媚薬の効果で快感が増幅しており、乳首で何度もイカされてしまう。何度か気絶を繰り返し記憶も断片的になってしまうほど快楽に毒され遂に膣とアナルに男根を挿入されてしまう。そして輪姦され過去の陵辱の影響もあり無理矢理イカされるのが当たり前みたいになってしまう。不本意に犯されているのは自覚しているが頭の中は快感でいっぱいになり、激しくイカされた後の記憶ははっきりしてない。意識がはっきりしてきた頃には後輩の活躍もあり救出されていた。
『クリムゾン妖魔大戦/同X』では新人だが凄腕の退魔士として登場（川澄カグヤも実力を認めるほど。囮捜査官も兼任）。鈴峰彩花の姉と設定されており、妹の後に退魔士養成学校に入学した。名前は漢字表記となっている。
光月ユウナ
声 - 二ツ森双葉（クリムゾン妖魔大戦/同X）
『1年間痴漢され続けた女 -光月ユウナ編-』に登場。警視庁の反政府組織撲滅特殊部署に所属する美女。優秀な男性兵士2人を圧倒する格闘術を身に付けている。敵対組織に両親を殺された復讐心から過酷なトレーニングと薬物投与によって強靭な肉体を手にしている。復讐を果たすべく敵対組織の殲滅に動き出すが、男の尾行中に痴漢に遭う。ミッション中は騒ぎを起こさないという上司の命令を守る為無視していたが、乳首を触られ、更にもう1人男が痴漢に加わり膣に指を突っ込まれてイッてしまい人生初となる性的絶頂を迎えた。その後も任務の為に電車に乗りその度に痴漢され女としての屈辱を受け続ける。そして遂に男根を挿入されターゲットを見失うという失態を犯す。上司からミッション失敗のお咎めを受けまた同じ場面に遭遇した際に多少の戦闘の許可を求める。しかし上司からは戦闘の許可は下りず痴漢ごときに心を乱さないよう性的行為耐性訓練を行うよう命じられる。
性的行為耐性訓練が始まると手始めに乳首への刺激を与えられる。朝起きてから3時間ひたすら乳首を責められる。ターゲット追跡の為に電車に乗れば痴漢される。6月になると臀部への刺激の訓練を追加されて何日も責められているうちに尻を撫でられただけでイクようになる。7月には臀部の刺激が弱くなっていることが痴漢達にもばれてしまう。9月にはクリトリスを責められるようになり一日中愛液が漏れている淫らな状態になってしまう。10月には道具を使った責めをされユウナ自身が訓練されているというより開発されているだけだと思い始める。そして遂には得意の戦闘訓練でも支障をきたすようになり、乳首責め、手マン、尻撫で、スパンキングをされる。このままでは駄目だと思い、電車の中で目立つなという上司の命令を背き反撃すると心に決める。そして痴漢に尻を撫でられ怒りがこみ上がり、痴漢達を制圧するつもりが逆に犯されてしまう。中出しをされ更には乳首、胸、尻、膣を犯され全てから感じる快感に耐え切れず白目を剥きかけ涙を流しながらイカされた。
泉あさひ
声 - 飛び火（女体操作スマートフォン 女格闘家編 ボイスコミック版）、森乃なんな（クリムゾン妖魔大戦/同X）
『女体操作スマートフォン 女格闘家編』に登場。99連勝という戦績の人気女格闘家。久豆西ヒロアキに勝負を挑まれ、これで100連勝を達成しようとしたが「悪魔のスマートフォン」の力で反撃の手段を封じられ、本来の実力を出せないまま凌辱されることとなる。
『クリムゾン妖魔大戦/同X』では新人戦での主人公の2回戦の相手として登場、主人公に敗れる。
調教師
『囮捜査官キョウカ9』に登場したグデンメスタ共和国の王子に従う女集団。パーティで見世物にされる為に全裸で監禁、拘束されたキョウカに24時間掛けて性的調教を施していく。
最初の1時間催眠をかけるように耳元でキョウカの精神を追い込むような言葉をささやき続け、体の隅々まで媚薬を塗っていく。キョウカをイカせるのではなくイキたくてしょうがない状態に追い込むべく乳首、膣を触らない調教をしていく。まず初めにキョウカの耳とアナルを7時間ひたすら調教し続ける。
尻を突き出した屈辱的な体制でキョウカを固定してアナルにアナルビーズと指を駆使して巧みに調教していく。最終的にキョウカのアナルを指二本が同時に入るほど調教、拡張させアナルでイカせた後乳首と膣をしゃぶりキョウカをまたイカせる。その後キョウカに運動機能低下と快感を制御する効果のあるガスを吸わせ全身の性感帯を容赦なく愛撫しキョウカをどんどん快楽の沼に引き摺り込んでいく。
そこから12時間更にキョウカの体を玩具のように弄び続け、その後4時間前述したガスの効果を抜くためパーティのステージ上に恥ずかしい開脚ポーズで拘束した。

### 学生
藤浦ヒナタ
演 - 上原亜衣（クリムゾンドリーム）
声 - 中月亜子（『クリムゾン妖魔大戦/同X』）
女子校生。学校では正義感と気の強さを活かすように風紀委員をやっている。破廉恥なものが大嫌いで異性からは近寄りがたい存在である（本人も自覚している）。一方で巨乳でエッチな身体つきをしている。登場する物語によって若干背景が変化している。
『万引き娘に制裁を2』から登場。金融ショックの煽りで会社が倒産し、借金返済のため父の会社と取引をしていた大企業の令嬢のメイドになる。「一日のうち一回もイカなかったら一千万渡す」という取引を受け入れ、女子高生の「ご主人様」に凌辱されてしまうことになる。メイド服のまま連れ回され、ご主人様の陰謀により万引き犯に仕立て上げられ警備員たちから凌辱を受けた後、ご主人様からも辱められるが最終的に耐え抜き一千万を手にする。しかし心も身体もご主人様に屈服してしまう。
『クリムゾンセクシャルコロシアム』においても「ご主人様」のオモチャとして弄ばれている。またこの作品では、ご主人様には「月子」という名前が設定されている。
『強制操作～ヒナタ編～』では、同級生の多摩本マナブが持ち込んだエロ本を没収し、侮蔑の言葉を向けたことがある。そのことから逆恨みされ女を操るスマホによって毎日のように弄ばれ、セックスを味わわないままイカされ続けた（本人はこの快楽を「発作」と思っている）。その後、神沼カオルの痴漢現場を見咎めて掴み掛かるが逆に捕まって凌辱されてしまい、そのことを知り暴走したマナブから目隠しをされたままレイプされてしまう。
『24時間耐久エロマッサージ ～裏のバイトでハメられた風紀委員長～』にも登場。父親の会社が倒産したことで借金ができてしまい、利息を支払うべく怪しいバイトに参加するが、それはマッサージと称して女体を弄ぶものだった（表向きは美容エステの24時間モニター）。最期まで耐え切り利息分の他に追加料金の100万（合計200万）を手にする。しかし精神力が尽きてしまい、その後も男たちに犯され続け快楽を認めた末に気絶するまでイカされ続けた。
『クリムゾンドリーム』にも登場。2回戦の相手として七瀬サキと対戦する。拘束されたまま全身に媚薬オイルを塗られ、焦らされた末に挿入されただけで屈服してしまい、自分が犯されるだけのメスでしかないことを痛感してしまう。
『姉のカレシにもてあそばれた私』では、父親がギャンブルにハマって借金をしているという設定になっており、またまったく似ていない姉が登場している。ヒナタと違って自堕落で妹から借金までしているため呆れていたところ、姉のカレシ（チャラ男）とその友人に取り押さえられ、レイプされてしまう。その後、カレシに掴まったヒナタはクローゼットに閉じ込められ、姉と友人がセックスを始めている最中にまたもや凌辱されてしまう。姉に見つかりそうな状況で3時間焦らし続けられ、姉が出掛けた後もカレシと友人の二人掛かりで犯されてしまった。実は姉も無理やりレイプされており、快楽で落とされていたことが判明する。
『小悪魔な後輩のレズ奴隷にされた真面目な風紀委員長』では、後輩の月子（容姿は上記の『ご主人様』と同一）とそのレズ仲間たちに弄ばれ、タイトル通りの結末を迎えるヒナタは「アナタ」という設定のためボイスはなく、イラストにおいても台詞はない。
『クリムゾン妖魔大戦/同X』では高校卒業後、退魔士養成学校に入学したという設定。母校で起きた妖魔騒ぎに対処するため主人公と共に夜の母校に向かうが校内で性行為をしようとしていた後輩カップルに出会い「校内でそんなことをする者は妖魔に襲われても自業自得」という態度を取り「誰であれ妖魔に襲われる危険性のある人を見殺しにはできない」と主張する主人公と決裂するが最終的に和解し友人となる。また、一部の原作と同じように家の経済事情は悪く退魔士の給料では足りずにアルバイトをしている。
鈴峰彩花（すずみね さいか）
演 - 神咲詩織（ヴァージンコントロール 高嶺の花を摘むように 神咲詩織）
声 - 高野マヤ（クリムゾントレイン）、神咲詩織（鈴峰彩花氏の秘められた欲求、クリムゾン妖魔大戦/同X）、羽生羽見（クリムゾン妖魔大戦/同X　※神咲の産休及び育休期間の代理）
栄雲学園の生徒会長。水泳部所属。成績は常にトップクラスで道行く人が振り返るほどの美貌と毅然とした態度で非の打ち所がない少女であり、男子生徒からは「女神」と称賛されている。しかし、「女神」や「憧れ」という形でしか認識されず、誰しもがあって当然の性欲や性的な事柄に対する好奇心を知られることなく「鈴峰さんにHな話題は失礼ね」と同性からも清廉潔白な人間像を押しつけられていることに内心不満を抱いており、品行方正で強い理性と自制心により性欲を身体の奥底に抑圧してしまっている。成長途上にある肢体の危うい美しさ、強圧な態度に出れば気おされて大人しくなってしまう若さ・幼さが欲望を抱く男たちを引き寄せてしまう。
学園内で自身を巡って男子生徒の間でトラブルが続出し、同級生が3人、上級生2人が喧嘩で退学処分になり、4人が登校拒否になった。合計9人もの生徒が学校を去る大事件に発展したため、男子生徒の間で「鈴峰彩花には手を出さない」という条約が結ばれ、それゆえの「女神」扱いで神聖不可侵の存在に崇め奉られ校内の平和が維持されている。しかし、神沼リオには「HなことをされたいドMの変態」であり、犯されたいのに誰も摘もうとしてくれない可哀想な人と評された。
『クリムゾンコントロール－高嶺の花を摘むように－』で転校生・神沼リオの「淫らな幻覚を見せる」という超能力で陥れられるが、オナニーに耽ったことだけは自分自身でやったことでリオは何もしていないこと、彼は「いやらしいことをされたい」という彩花自身の欲求を幻覚を見せることで解き放っただけと語った。水泳部に入ったのも身体の線がはっきりとわかり、セックスアピールをするためだった。
『万引き少女性裁プログラム』で眩しすぎる存在として嫉妬と憎悪を抱く一部の女子生徒の罠に嵌まり、警備員にセクハラの挙げ句にレイプされてしまう。『クリムゾントレイン』で教師に質問しようと遅くなった帰りの電車の車内で、交代で痴漢と監視をする男たち、媚薬を裏地に塗った露出度の高い服を貸した女性、その日に出会う人間全員が共謀して襲いかかり、最終的に輪姦されてしまう。
鈴峰杏花と同じ名字だが、血縁関係は不明。
『クリムゾン妖魔大戦/同X』では退魔士養成学校の生徒であり、鈴峰杏花の妹と設定されている（退魔士になったのはこちらが先）。また、上記のように神咲詩織が声を担当していたが神咲の第一子の出産及び第二子の育児休暇期間までの間は羽生羽見が代理を務めている（録音・実装された声はそのまま使われているため声優クレジットには2人の名が併記されている）。
水無月ユウ
声 - 双葉鈴（『クリムゾン妖魔大戦/同X』）
『ヴァージンチェンジ』の主人公。普通の男子学生だったが、お金のために新薬の治験アルバイトに参加したところ、薬の作用によって女体化してしまう。慌てて施設から逃げ出すが足が上手く動かないため、オタクの旧友・島袋の家を訪れ泊めてもらおうとする。しかし興奮した島袋に犯されそうになり、服だけいただく形で逃走。しかし自分の身体が女であることを自覚し、絶頂もまた男の時よりもはるかに気持ちいいと快楽に翻弄されていく。電車に乗ったところ、痴漢オヤジたちに弄ばれ、気絶した隙にホテルへ連れ込まれ散々凌辱されてしまった。しかし解放の際、お駄賃として10万円ものの大金を渡されたのでお金に困っていた身としてはありがたくもあったので、戸惑っていた。
クリムゾン作品としては珍しく、主人公が三頭身になるなどコミカルなタッチが多く描かれた。
『クリムゾン妖魔大戦/同X』では女体化するまでの経緯は同じだがその要因に妖魔が絡んでいるかもしれないとの情報を聞き退魔士養成学校に入学する。
小暮あおい
『アイドル強制操作学園編』に登場。学園屈指の巨乳を誇る褐色の美少女。水泳部に所属しており、ハイレグ競泳水着を着用している。鎌田に強制操作されマッサージと称して競泳水着姿のまま調教されてしまい、お尻を叩かれた際に本人も気付いていないマゾ性を見抜かれる。一度目は中出しと同時にダブルピースを強要され絶頂。鎌田からはドM女だと指摘されるも否定する。しかし次の日、一日中寸止め状態で授業を受けさせられてしまい、さらに放課後寸止めを解除されて中出しされると、盛大なアクメ顔を晒しつつ、自分がドMだと認めて絶頂する。
百田 みここ
声 - 夢羽（クリムゾントレイン）、相模恋（『クリムゾン妖魔大戦/同X』）
作品や媒体によっては名前が「桃田みここ」表記。ボリュームのあるポニーテールでテニス部のエース。小柄で幼児体型だがパワーがない分スピードに優れている。
『アイドル強制操作学園編』から登場。陽気で生意気で男嫌いの女の子。鎌田のたくらみと知らないまま、まったく抵抗できない小暮あおいに本気でレズ行為を働いてしまい、レイプ同然に弄んでしまう。その後、今度は自分が鎌田に掴まり、あおいを弄んだ現場を撮られていたことを告げられ、脅される形で犯されてしまう。最後は男嫌いなのも忘れて鎌田とのセックスに溺れてしまう。
『クリムゾントレイン』にも登場。他校生徒の試合中に調子に乗ってバカにした態度（ハンデ）で勝ってしまい、リベンジを受ける。女生徒たちに弄ばれた後、下着姿のまま拘束されて放置され、変質者にレイプされてしまう。その後、監禁された先で教師（コーチ）に助けられるがそのまま犯されてしまった。続く後日談では、教師への仕返しとして自分が大会で優勝したら「教師をやめる」という条件を突きつけるが、準優勝だったため教師に弄ばれることになってしまう。シリーズに登場する女性の中では珍しくピンクの縞パンを穿いている。
『クリムゾン妖魔大戦/同X』では「桃田みここ」の名前で登場。退魔士養成学校の生徒であり、主にテニスラケットのような外観の武器を使用する。
穂波ネイ
深紅学園の生徒会長にして女王。総数250名という圧倒的多数の女子生徒の上に君臨し、僅か33名しか在籍していない少人数の男子生徒を弾圧して気に入らない男子は退学・転出させていた。
『クリムゾン学園』で転校して来たリオにカリスマ読者モデルの持田あずさ、格闘家・甲斐まりかと共に転校して来たリオに女としての屈辱と快楽を覚え込まされてしまう。『声の出せない状況でマッサージで感じる女たち』で、高級エステサロンで仕切りに隔てられただけの同じ部屋で隣に大企業の社長である父親のいる状況で女性エステティシャンのいやらしい施術で幾度となく絶頂させられ、最後には大きな声で嬌声を上げて父親に聞かれてしまったかもしれなかった。
甲斐まりか
『クリムゾン学園』に登場。ネイと並ぶ中核メンバーであり、男相手にケンカを繰り返している格闘家でもある。神沼リオの策謀によって不良たちにレイプされるという屈辱を味わう。
湊川ルナ
『強制操作-外伝-』に登場。新体操の選手で女子高生。不運にも鎌田卓夫とぶつかったことで容赦のない厳しい言動を浴びせてしまい、そのため目をつけられ、スマホの力で全身をまさぐられて凌辱され、レオタード姿のままレイプされてしまう。最後はホテルで犯され自分から腰を振ってしまった。
五條聖美（ごじょう きよみ）
小説『アイドル強制操作 ～スマホで命令したことが現実に～』（美少女文庫）における湊川ルナの名前。容姿は同じ。名前だけではなく言動も大きく変化しており男言葉になっている。鎌田とぶつかった拍子に苛烈な言動を浴びせてしまったことで復讐されることとなる。作中では3人目に凌辱され身も心も完全に屈服してしまう。
佐伯姫子
演 - 希崎ジェシカ（クリムゾン×MOODYZ親友のカレシに犯された私）
大学生。テニサー所属。『親友のカレシに犯された私』シリーズの主人公。クリムゾンの中では珍しく「大学生」という設定。
親友の真知子と宅飲みの際、酔った彼女にイタズラされてしまう。直後に現れた真知子のカレシにレイプされてしまう。親友がすぐそばにいる状況で犯され、気づかれないように必死で声を殺していた。
『親友のカレシに犯された私～温泉旅館編～』ではテニサーの合宿先に真知子のカレシが現れ、酔いつぶれた親友の前でまたもやレイプされる。その後、今度は女湯で犯されてしまい、岩陰に隠れて声を殺しながら最後までレイプされてしまう。
沢近あのん
声 - 雨宮留菜（ボイスコミック版女体操作スマートフォン）
黒ギャルのサイドテール。ビッチ（ギャル）な見た目で気が強く生意気だが、実際は男と付き合ったこともない普通の女の子。『妹のカレシに犯された私』に登場。
妹のカレシに凌辱されてしまい、カレシとその友人たちにホテルで輪姦され、自分から腰を振る恥ずかしい動画や写真を撮影される。その後、カレシの方が気持ちイイと認めるまで何時間も犯され続ける。
続編である『妹のカレシに犯された私～温泉旅館編～』では襖の向こうで妹が寝ている状況の中でカレシにレイプされると次は無理やり男湯へと連れ込まれ、入浴中の男性客たちに輪姦され、気絶するまでひたすらイカされ続けてしまう。その後、介抱されながら男性客たちの部屋に運ばれると再び輪姦される。
『海の家でナンパ男たちに弄ばれた処女ギャル』では取材の謝礼に目がくらみ、何も知らずに悪徳TV局の男に騙され、素人系ナンパ物のAVに強制的に出演させられる。車内に監禁されると強力な媚薬を盛られ、発情した所でレイプされる様子を延々と撮影される。撮影終了後、媚薬の後遺症で朦朧としていた所に再びナンパをしてきた男たちが現れると海の家に強引に連れ込まれ、水着を剥ぎ取られると集団レイプされる。媚薬責めに屈服すると快楽に身を委ね男たちが満足するまで犯され続ける。その様子は動画や写真を男たちに撮影され配信されてしまう。
『いいなり!女体操作スマートフォン』では、高校時代の先輩・久豆西ヒロアキに目をつけられ、悪魔のスマートフォンの力によって凌辱されてしまう。スマホの力でホテルまで誘導された後、乳首やお尻をクリトリス並みの感度にされ弄ばれる。それでも持ち前の気の強さで「全然気持ちよくねーから！」と虚勢を張るが、「指でアソコを撫でられるたびにイク」など様々な命令を施され、100回以上イカされてしまった。更に「チンポで突かれるたびにイク」と命令され、ヒロアキに嫌悪感を抱きながらも快楽には勝てないことを思い知らされ、身も心も完全に屈服すると快楽に身を委ねる。クリムゾン20周年記念作品であり、『ヤングキング』で連載された。デジタルコミック版では『女体操作スマートフォン』というタイトルになり、大幅な加筆がされている。
竜川ちはや
『24時間耐久エロマッサージ　～胸の大きさに悩む女子陸上選手がハメられた罠～』の主人公。
女子大生。短距離専門の陸上部員。ショートヘア。巨乳で日に焼けた肌が特徴。急に大きくなり始めた巨乳に悩まされており、これのせいで中々タイムが縮まないと考えている。女コーチの紹介で胸を小さくできるというエステに参加するが、実態は女性を媚薬責めにして凌辱し屈服させるレズビアンたちの罠であった。レズビアンたちに胸を責められながらヘンタイ親父に挿入され、ひたすらイカされ続けた。巻末の作者コメントによれば、コーチとエステ側がグルという裏設定が語られている。

### 有名人関係
アイドル、モデル、女子アナなど世間的に名前を知られているヒロインたちを記載。
持田あずさ
スリーサイズ - B85 / W59 / H80
人気上昇中の読者モデル。女子高生。『万引き娘に制裁を』から登場。雑誌の表紙を飾ったり、テレビにも出るようになったことからストレスを溜め始め無意識的に万引きを働いてしまう。事務所に連れていかれた後、ボディチェックと称して身体中をまさぐられ凌辱された。
『クリムゾン学園』では、学園に君臨する生徒会中核メンバーの1人として登場。カリスマ読者モデルとして活動していたが、男嫌いなため撮影現場には男を入れないようにしていた。しかし神沼理央の力によって次々と男たちに犯される悪夢と快楽を味わわされ堕とされてしまう。
『アイドル強制操作～学園編～』でも高飛車な性格は変わらず、告白してきた男子生徒のラブレターを破り捨てゴミとして処分した後、「素人と付き合うわけがない」と言いのけた。これを見ていた鎌田は「なんて女だ」と絶句しており、そういう生意気な相手こそいいと標的に選ぶきっかけとなってしまった。その後、あずさはなす術もなく女を操るスマホの力で犯されてしまう。
『アイドル強制操作-外伝-』にも登場。鎌田卓夫の持つスマホの力で操られ、車内に連れ込まれて凌辱された後、彼の自宅で強引にセックスされてしまう。友人である湊川ルナの情報を売って許しを請うが最後まで犯されてしまった。
小説『アイドル強制操作 ～スマホで命令したことが現実に～』（美少女文庫）では、鎌田に隠し撮りされたと勘違いして衆人環視の中で罵倒し、名誉を傷つけたことから復讐されることとなる。同作では最後の標的となり、身も心も鎌田のモノにされてしまう。
作者のお気に入りであり、「ほどほどに気が強く、髪型も他のヒロインとかぶらない」と述べている。
悠里ともか
演 - 秋山祥子（クリムゾンプリズン、クリムゾンドリーム）
声 - 佐藤千幸（クリムゾントレイン）
身長 - 163cm スリーサイズ - B85 / W61 / H83
女子アナ。登場作品によって経歴や背景が異なるが、一貫して「セクハラに耐性がなく潔癖で気が強い」というキャラクターになっている。
『アイドル強制操作』では、入社二年目で人気を出しているが鎌田曰く「実力はないくせにルックスだけで人気のタレント女子アナ」。清楚で大人しそうな外見に反してライバルへの対抗意識が強い。放送中に鎌田に弄ばれ、タクシーの車内で捕まり、ともかの自宅でレイプされた。番外編ではエステに行った際に鎌田と遭遇し再び弄ばれてしまうことに。
『万引き少女性裁プログラム2』では、有名女子大出身でミスコンを総なめした美女。卒業後はスカウトされる形でテレビ局に入社し、順調に人気を出していったがお歴々からのセクハラにストレスを溜め、夢遊病者の如く万引きをしてしまう。そのことで中年の警備員らに弱みを握られてストリップ、フェラ、パイズリ、拘束しての電マによる強制絶頂等々と淫らな要求はエスカレートするばかりであり、これ以上はマズいと闇のトラブル処理屋・神沼カムイに依頼し、脅迫をやめさせて貰う。半ば要求されるだろうと覚悟はしていたが、肉食動物に抵抗することすら考えることが出来ない草食動物の如く報酬として肉体を要求され、カムイを喜ばせたいという願望を抱いて望んで犯される。
『強制操作～ヒナタ編～』では多摩本マナブが手にした女を操るスマホの実験台として、ともからしき女性が衆人環視の中、全裸にされている（周囲からは自分から服を脱いだように見える）。
『クリムゾンプリズン』で女子格闘家・泉マヤ、お嬢様タレント・二階堂サラと食事中に混入されていた薬で昏睡状態にされて「エクスタシー SHOW」で公開凌辱の犠牲になり、次々と友人がレイプされる中で自身も結婚するまでは性交渉をしない約束を交わした大学時代の先輩である婚約者にスマホ越しに嬌声を聞かれて他の男とセックスして裏切ったと誤解され、番組終了後も改めて3人とも輪姦されてしまう。数日前、芸能界の大物に愛人になるよう迫られ、平手打ちを食らわせて逆恨みされたのが原因ではないかと思いつつも確信できないままだったが、宝来ジュエがスマホで会話する相手はまさしく、セクハラで迫った人物だった。
『クリムゾンドリーム』でも再びジュエの組織に囚われ、見世物として凌辱される。
『クリムゾンSMASH』のストーリーでは、同僚たちの陰湿なイジメに耐えかねてフリーに転向。ある映画の試写会に司会者として参加する。しかしその映画は、凌辱された出演女優が自殺したという曰く付きのものだった。一段落終えて映画を見ていると妙な気分になり、両隣の男たちも興奮してお触りを始める。最後は衆人環視の中、スクリーンの前で多数の男たちにレイプされるという有様となった。この作品ではともかも気分を出しており、然程嫌がっている様子はないという異色作となっている。
南雲さゆき
演 - 蓮実クレア（クリムゾンドリーム）、ティア（声の出せない状況でマッサージされイカされる女たち ティア）、高橋しょう子（クリムゾン×高橋しょう子24時間耐久エロマッサージ〜生放送のネットテレビでハメられたグラビアアイドル〜）、仲村みう（クリムゾン×仲村みう 催眠に逆らえない女 南雲さゆき編）
声 - 二ツ森双葉（『クリムゾン妖魔大戦/同X』）
身長 - 170cm スリーサイズ - B94 / W62 / H91
グラビアアイドルの少女。処女。気が強く手が早く口の悪い性格。長身で巨乳と日本人離れしたスタイルを持つ。イメージビデオとして『危険な果実』が発売され、一時は青年誌の表紙になったこともあり、女優・タレントとして活躍が期待されたが、歯に衣着せぬ物言いと気に入らないことがあるとすぐに態度に出してしまう癖に、セクハラを断固拒絶し、枕営業などもしない事から、すぐに揉め事を作ってしまい最近ではクラビアの仕事が減ってきている。
『アイドル強制操作』から登場。鎌田の最初の犠牲者であり、電車で痴漢された後はホテルに連れ込まれ処女を奪われた。しかし、鎌田に屈服しなかったため強制操作で約4時間で連続7000回近くもイカされ続け、4度も膣内射精を味わう。快楽に流され、身も心も鎌田に完全屈服した所で気絶する。その様子を写真や動画を撮影され脅迫の材料にされた。
『マッサージでイカされる女たち』で事務所に迷惑をかけたことを悔やんで我慢したことが裏目になってエロ整体師にレイプされる様子を撮影され、『THEエクスタシーSHOW －屈辱の罰ゲーム－』でレイプされても強気で周囲を罵倒するも「AV業界の雄」と呼ばれる人物のテクニックで陥落させられると快楽に身を任せ、自ら望んで犯される様子を無数のカメラに撮影され、ショーの見世物として公開凌辱される。
『24時間耐久エロマッサージ 』では、セクハラしてきた大物司会者の策略で強制的に某ネットTVの24時間生放送で「24時間でどれくらいバストサイズはアップするのか？」というエロ企画に参加させられることになった。あらゆる方法で何度もイカされ続ける動画を世界中に生放送され、徹底的に辱められた。番組終了後には楽屋で大物司会者に放送中でオンエアされていない恥ずかしい動画や写真を脅迫のネタにされて逆らうこともできず、身も心も完全に屈服するまで凌辱される（なお、この話の実写化AVでさゆき役を演じた高橋しょう子はAV女優引退時に出した自伝において自身も元グラビアアイドルだったこともあってか「思い出に残っている作品」「自分自身が南雲さゆき本人になったようだった」と気に入っていることを語っている。また、原作者クリムゾンは自身のYouTubeチャンネルで「女優先行で高橋に合わせて原作提供した作品」であることを語っている。）。
『クリムゾンドリーム』では見世物として凌辱される様子を配信され、グラビアアイドルからAV女優に転向する。
『催眠に逆らえない女-南雲さゆき編』では、様々な所ですぐに揉め事を作ってしまった結果、さゆきの所属する事務所ごと芸能界から干されてしまった。そんな中、以前セクハラをされ、怒鳴りつけたことのあるプロデューサーから仕事依頼が来る。これ以上事務所に迷惑はかけれないと、「催眠ショー」と名乗ったお色気番組に出演する。催眠ショーが始まると、催眠術師の女に、厭らしい命令を沢山され、生放送中に度もイかされてしまうことになる。放送終了後、怒ったさゆきはプロデューサーに抗議しに行くも、女にかけられた催眠が解けておらずセクハラプロデューサーのいいように弄ばれ、返り討ちにあってしまう。撮影スタジオの裏にあるラブホテルに連れていかれ、様々な催眠術で身体をプロデューサーのオモチャにされる。プロデューサーの計らいで、さゆきの事を狙っている男達やさゆきに恨みを持つ男達に催眠術に逆らえない身体の事が知られてしまう。
『クリムゾン妖魔大戦/同X』では淫夢に悩まされるようになり（後に淫魔始祖レンゲ分身体の仕業と判明）事務所が退魔士協会に退魔士派遣を依頼（南雲は「お祓い」だと思っていた）、やってきた主人公や仁科メルがレンゲ分身体を倒したことで解放された。その後プライベートで初詣に訪れた神社で任務で来ていた主人公と偶然再会、以前の礼にと自分が有名人である事を活かし任務を手助けする。その後も必要がある場合は退魔士達の任務を手助けしている。
間宮あさな
『アイドル強制操作-外伝-』に登場。スタイル抜群のグラドルだが口調や態度は男勝りでまるで不良のよう。女を操るスマホを手にした鎌田卓夫によって動きを封じられ、あさなの自宅で弄ばれてしまう。最後はピースサインを取らされた状態でイカされたが屈服はせず、今回の狙いは湊川ルナだったためその場では見逃された。
笹宮麻菜（ささみや あさな）
小説『アイドル強制操作 ～スマホで命令したことが現実に～』（美少女文庫）における間宮あさなの名前。容姿は同じ。26歳、Hカップのグラドル。ブログで過激発言を行うことから「炎上アイドル」と呼ばれている。性格や言動は上記の「あさな」とは異なり、女性的なものになっている。デビュー当時は貧乏だったが人気が出たことで大金を得る。しかしその後、落ち目になり事務所が家賃を払っているアパートに住んでいる。ブログには華々しい生活をしているように細工をして写真を投稿し実情を隠している。鎌田がファンだったため最初の犠牲者となり。悪魔のスマートフォンによって自由を奪われ、「セックスで幸福感を得られる」カラダにされて身も心も屈服し、鎌田を「ご主人様」と呼び敬語を使うようになった。同作品に登場する五條聖美とは顔見知りで、たまたま鎌谷にそのことを話してしまい彼女も標的になる。
西園寺ヒカリ
声 - 友田彩也香『クリムゾン妖魔大戦（及び同X）』
『敏感アイドルと快感ゴースト』の主人公。19歳。アイドル。
生まれつき霊感がある。地方から上京してアイドル活動をしていたが、雑誌の取材でうっかり「よく霊を見る」と答えてしまったため、バラエティ番組の心霊スポットを訪れるという企画に参加させられ、平安の淫霊・鈴蘭に取り憑かれてしまう。『クリムゾン妖魔大戦（及び同X）』では「真宮司ヒカリ」の名称で登場する（鈴蘭も憑依したまま）。
桃田かなみ
身長 - 147cm スリーサイズ - B70 / W56 / H73
『命令に逆らえない女 ～女を思いのまま操る悪魔のスマートフォン～』に登場。生意気な性格とファンに対するちょっと意地悪な対応で人気上昇中の新人アイドル。
日比野ゆあ
『アイドル強制操作～悪徳社長に操られた処女アイドル～』に登場。童顔巨乳を武器に事務所の方針で「エッチなアイドル」として売り出しているが、本人は男性経験のない処女。
緋村アンリ
演 - 沖田杏梨（アイドル強制操作命令に逆らえない女）
声 - 沖田杏梨（『クリムゾン妖魔大戦/同X』）
身長 - 168cm スリーサイズ - B105 / W64 / H94
オリエとユニットを組む人気上昇中の女性シンガー。シリーズ屈指の爆乳の持ち主。
『アイドル強制操作』から登場。ファミレスで食事をしていたところ鎌田の目に留まってしまい、身体の自由を奪われて弄ばれる。
小説『アイドル強制操作 ～スマホで命令したことが現実に～』ではエピローグに名前だけ登場している。
『命令に逆らえない女～女を思いのまま操る悪魔のスマートフォン～』にも登場。鎌田のそっくりさんである鎌田卓夫に弄ばれる。
七夕オリエ
演 - 織田真子（アイドル強制操作命令に逆らえない女）
身長 - 170cm スリーサイズ - B94 / W62 / H91
アンリとユニットを組む人気上昇中の女性ギタリリスト。
『アイドル強制操作』から登場。鎌田に犯されるが、オリエを襲う命令に「愛情」で背いたことから自由を取り戻し鎌田に反撃する。動揺した鎌田は無理に命令を送ろうとしたため「消えて」しまったため、鎌田が破滅する要因となった。
小説『アイドル強制操作 ～スマホで命令したことが現実に～』ではエピローグに名前だけ登場している。
『命令に逆らえない女～女を思いのまま操る悪魔のスマートフォン～』にも登場。鎌田のそっくりさんである鎌田卓夫に弄ばれる。
美夜千夏
『コスプレイヤー強制絶頂～屈辱の野外撮影会～』に登場。胸は控えめ。自分の美貌や人気にそこそこ自信のあるコスプレイヤーだったが、同時期に始めた友人クロコの方がずっと人気が出てきたことで嫉妬するようになる。帰り道、謎の女性（ジュエ）から「絶対に男の人気を集めるコスチューム」を手渡されるが、それは「男の欲望を実体験として味わわせる（体も勝手に動いてしまう）」効果を持っているものだった。自分に性欲を向けてくる男たちに注目される中、その欲望に犯されることになってしまう。最期は欲情した男の一人にレイプされてしまい、「人気が出ることは同時に男たちから性欲の対象にもなる」と悟り、快楽に身を任せてしまう。エピローグでは不思議なコスチュームの効果を黙ったまま、「人気者になれる」と欺く形でクロコに貸してしまう。
水咲あい
『ヴァージンツィート』の主人公。小説家を目指して上京したが、実現の目途が立たない理想を抱えて過ごす日々に虚しさを感じていた。友達もいない寂しさも相まってSNSサイトで裏アカウント「エロ垢」を作成し、フォロワーの獲得目当てで嘘のエッチなつぶやきをし、寂しさを埋めつつ自慰に浸っていた。しかし呟いた嘘の内容が本当に起こるようになり、神沼カオルから痴漢され凌辱される日々を過ごす。最後は自分からカオルに最後までしてほしいとお願いし、男に抱かれることで本当の意味で満たされた。以降はエロ垢を凍結し、新人賞にも受賞したことで小説家としてデビューが決定。自分を成長させてくれたカオルの正体に疑問を抱きつつも感謝の言葉を独白した。
凌辱要素はあるものの終盤は純愛要素の強いものとして描かれている。
庵条ライラ（あんじょうライラ）
演 - 山岸逢花（クリムゾン×山岸逢花 TVでHなハプニングを受け続け24時間徹底的に辱められたプライドの高い女）
声 - 星あんず（『クリムゾン妖魔大戦/同X』）
『妹のカレシにハメられた私』に登場。20歳のグラビアモデル。幼い頃に母を亡くしてからは妹のエリと二人暮らし。苦労して生きたこともあり、妹に対する想いは強い。一見すると妖艶な感じのお姉さんだが、罵倒の言葉として「クズ」を多用するなど気の強さが見られる。
妹のカレシの少年にエリの盗撮動画をネタに脅迫され、水着の撮影に二時間付き合うということになってしまう。しかし水着に仕込まれた媚薬の罠で強制的に発情させられ、媚薬から逃れるために水着を脱がなければならず裸体を晒してしまい、少年とその仲間たちに散々イカされてしまう。動画をネタにされては逆らうこともできず、最後は自分から挿入してほしいと言わされるハメになり、妹のカレシに生挿入されてしまった。
『TVでHなハプニングを受け続け24時間徹底的に辱められたプライドの高い女』及び『TVでHなハプニングを受け続け24時間徹底的に辱められたプライドの高い女2』では、タイトルの通り生放送中に様々なエロハプニングに見舞われ、催眠により手足の自由を奪われ、耳を舐められる事で性感帯の感度が高まりスタッフや後輩達に乳首や膣を責められてしまう。更には生放送中にイッてしまうなど恥辱を晒す。あまりのエロハプニングの連続で激怒し、プロデューサーに文句を言いに行くがまたも催眠によって手足の自由を奪われレイプされてしまう。最後はレイプ中に快感でイキ狂っているところをプロデューサーにスマホで撮られてしまう。
続編となる『催眠に逆らえない女』では後輩達に生放送中の事について食事の席で謝罪され許してあげる寛大な対応を見せる。しかし後輩達の酔いがまわると催眠の効果がまだ残っているのか後輩達の好奇心によって催眠がまだ残っている事に気付く。再び催眠により手足の自由を奪われ耳を舐められて性感帯の感度が高まっていく。そして乳首や膣を責められ絶頂してしまう。そんな中後輩達が催眠の解き方知っている事がわかり、30分間責めに耐えれたら教えてもらえる事になる。後輩達にイキそうでイカないギリギリの責めをされる。ライラ自身も弄ばれている事に気付きいつでもイカされると分かっていた。そんな中性感帯が高まった状態でディルドを膣に挿入され制限時間ギリギリの所でイカされてしまう。そしてそのままホテルへ連行されるとライラのグラビアを撮影していたカメラマンが待っていた。後輩達には「淫乱ドM女」と称され遂にカメラマンに男根を挿入されてしまう。更に耳を舐められ感度は更に高まり、後輩達によって股を開かされ「嫌がってるのに自分から股を開いてるのがバカっぽくてサイコー」と侮辱されながら後輩とカメラマンに3時間ヌード写真を何枚も撮られてしまう。最後に耳をまたも舐められ感度は極限まで高まり泣きながら助けを求めるが誰も助けは来ず後輩達に立場逆転を宣言され盛大に中出しされながらイカされた。
『クリムゾン妖魔大戦/同X』では退魔士養成学校の講師をしていると設定されている。また、芸能人ではない。
天羽まりあ
声 - 佳苗るか
『アニメ アイドル強制操作2～女を思いのままに操る悪魔のスマートフォン～』に登場。暴言アイドルと呼ばれるほど挑発的な言動を繰り返す美少女。悪魔のスマホの力で嬲られてしまう。
鳳真凛
『天才バレー選手　鳳真凛　屈辱の1年間』に登場。高校卒業後、バレーの選手として日本代表のエースアタッカーとなる。しかし世界大会への切符がかかった大事な試合で、突然性的快感が襲ってくるという「奇病」に見舞われる。まともに練習することもできなくなり、医者にかかるもセクハラ同然の妖しい診察を受け、看護師たちにまで弄ばれていく。
宇佐美みく
声 - 佳苗るか（女体操作スマートフォン 女子アナ編 ヴォイスコミック版、『クリムゾン妖魔大戦/同X』）
『女体操作スマートフォン 女子アナ編』に登場。大学在学中の女子アナ。愛称は「うさみみ」。クリムゾンに登場するヒロインとしては珍しく、裏表が激しく口が悪くキャラクター。外面がよく清純派を装っているが、本性は男を利用してのし上がることに余念がない女。とはいえカラダは売っていないようで「ヤレそうだと期待するクソどもを怒らせないようにかわし続けるのが大変」「男なんか嫌い」と独白している。そのため処女である。
高校生の頃に久豆西ヒロアキを誘惑して体育祭の手伝いをさせたことがある。「イイコトしてあげる」という約束を守らなかったことから怨まれており、悪魔のスマートフォンを手にした彼から逆襲されてしまう。生放送中に遠隔セクハラを繰り返し繰り返し行われ、我慢できる程度の快感を2か月間与え続けられた（宇佐美は発作だと思っている）。特に雨の日はアソコがびしょ濡れになるほど激しくされ、視聴者にも「雨の日はどこかエロい」とツイートされる有様となった。そして10年に一度の台風が訪れた際は、久豆西ヒロアキが使うオナホと宇佐美のアソコの感覚が繋がるように命令され、生放送中に生挿入されてしまう。耐えることもできず視聴者の前で絶頂を迎えてしまい、その後は「休養という名の謹慎」を言い渡された。
そこへ久豆西ヒロアキが自宅に乗り込み、今度は直接凌辱されてしまった（なお、宇佐美はヒロアキのことをまったく覚えていない）。セクハラばかりしてくる男たちに触られても不快感しか感じず。毛嫌いしていたのにヒロアキのチンポには抗えず、嫌なのに気持ちよくなっていることを認めてしまう。フィニッシュでは、うさみみWピースを取らされた状態で中に出され、心こそ屈服しなかったがカラダはすっかり陥落してしまう。
『クリムゾン妖魔大戦/同X』では退魔士養成学校の生徒という設定。

### お嬢様・富裕層
神楽坂エレナ
『万引き少女性裁プログラム』及び『万引き娘に制裁を』に登場。厳しいしつけと教育のもとに育った良家の令嬢。日々のストレスから無意識に万引きを行ってしまい、レズの女店員に弄ばれた後、警備員に犯されてどうしようもない悦びを味わっていることを自覚してしまう。
二階堂サラ
演 - 波多野結衣（クリムゾンプリズン）
『ムリヤリ犯されてこんなに感じてしまわれるなんて…もしかしてお嬢様は淫乱でいらっしゃいますか？』に登場。
世界的ブランド「NIKA」の社長令嬢。幼いころからなに不自由なく育ち、富裕層としてのプライドも高い。新しく執事になった青年「草薙」の態度が見下していると感じ気に入っていない。パーティ会場に向かう際、彼の謀略により電車に乗せられ、痴漢（変装した草薙）にイカされてしまう。その後、会場内の個室で本性を現した草場に襲われマジックミラー越しに犯される。口では抵抗するも身体は屈服しており、最終的には自分の思い通りにならない草薙のことをわずかながらも受け入れてしまう。
『クリムゾンプリズン』ではお嬢様タレントとして登場。悠里ともか、泉マヤの友人で仲良し三人組。三人で食事をしていたところ睡眠薬を盛られジュエたちに捕まってしまう。そこで第1ゲーム「くすぐりガマン」に参加し、10分間くすぐりを我慢しようとするが、まったく身動きができないように拘束され、快楽とくすぐりのダブル責めの前にギブアップしてしまう。しかし聞き入れてもらえず責め続けられ、おもらしをする形で敗北してしまう。その後、罰ゲームとして称して男たちに弄ばれ、更には三人まとめて凌辱を受けた。
頼雲みなみ
演 - 天使もえ
『電車の中で女をイかせる競技会に参加させられた私の1年間の記録』に登場。頼雲電鉄の経営者一族に生まれた令嬢だが、厳しすぎる父親に反発して家出してしまう。高校を中退した後は夢であったプロのダンサーになろうとするが、悪友から「痴漢でっちあげ遊び」に誘われる。名前の通り、痴漢しそうな男から冤罪で示談金を騙し取るというものだった。電鉄を経営する父親への反発心もあり、犯罪に手を染めてしまう。そしてダンサーオーディションの1次審査を通過した帰り道、彼女は罰を受けることとなった。

### シンオリス大陸
『クリムゾンクイーン』に登場する女戦士たち。オリジナル同人ソフト版とコミカライズ版が存在する。
ヴェーゼ
通称「クイーンヴェーゼ」。金髪で豊満なスタイルの美女。シンオリス大陸を二分するホルゲ一族の女王だが、戦争に負けたため崩壊寸前の一族を支えている。その美貌とカラダを狙うヘンタイ貴族は多く、多額の懸賞金が賭けられている。
ガブリエラ
クイーン近衛隊の隊長で通称「音速竜ガブリエラ」。髪型は暗青色のショートカットで鋭い目付が特徴。圧倒的な力とスピードで敵を粉砕する。
ラーミア
クイーン近衛隊の一人で通称「美蛇ラーミア」。
シャドー
クイーン近衛隊の一人で通称「幽術士シャドー」。
レイラ
クイーン近衛隊の一人で通称「白荊レイラ」。自然を愛する美しい女性だが自信家でもあり、単独行動することが多い。
リルハ
クイーン近衛隊の一人で通称「格闘戦士リルハ」。クイーンを信奉する女戦士。気の強い性格で自分を男と言い張っている。

### ポイズンステージ
『征服された女盗賊団』に登場する女性たち。
フォン
ソニア
カーラ
シルヴァーナ
シュリ

### その他
リリアナ
『異世界からやってきた女魔王さまがチャラ男の大学生たちにやられる話』に登場。とあるファンタジーな異世界に君臨する女魔王で、天性の強フェロモンと男を魅了する術を持つ。原理としては「フェロモンで勝手に男たちを惹きつけ、抵抗力が弱くなったところで魅了の術をかける」というもの。中級魔族のため戦闘能力は低いが、これらの能力を用いて多数の男を種族問わず魅了し配下としていた。そのため女王様のように尊大で男を見下した性格をしている。一人称は「わらわ」で「～なのじゃ」という古風な喋り方をする。
勇者との戦いで放たれた不思議な力により現代日本へワープしてしまう。魔力がゼロの状態になってしまったため、見下していたはずの男たちから様々な辱めを受けることになる。
「正規ルート」「バッドエンド」の二種類が設定されており、前者は反撃に成功して難を逃れ、後者は最後まで弄ばれてしまう。
『クリムゾン妖魔大戦/同X』では現代日本に飛ばされた経緯と弱体化したのは同じだが、魔力が完全に消えたわけではなく妖魔の気配を察知できる他魅了の術もある程度は使える。また現代日本で初めて口にしたチョコレートを好む。

## アニメ
『クリムゾンガールズ〜痴漢支配〜』として有限会社ワールドＫのスペルメーションより発売。メディアはDVD。
『極嬢電車』の1シーンや『クリムゾンバタフライ』の設定が取り入れられており、『極嬢電車』の痴漢の1人や『クリムゾンバタフライ』での桜のぞみと川澄ヒミコが登場している。

### 作品リスト
- 第一章 HONEY屈服 (2012年5月25日)
- 第二章 NOZOMI屈服 Chapter1 (2015年7月24日発売)
- 第二章 NOZOMI屈服 Chapter2 (2015年9月20日発売)

### スタッフ(第一章)
- 原作・総監督：クリムゾン
- 監督：木村 寛
- キャラクターデザイン・総作画監督：桜井正明
- 脚本：たかはし薫
- アニメーション制作：ラビットゲート

### スタッフ(第二章・第三章)
- 原作・総監督：クリムゾン
- 監督：れん乳提督
- 脚本：関町台風
- キャラクターデザイン：桜井正明／火炎びん
- 作画監督：火炎びん
- 音響監督：倒海底王
- アニメーション制作：Studio Eromatick

### キャスト
- 黒羽みつ：奥山歩
- 七瀬サキ：佐藤千幸
- 桜のぞみ：このえゆずこ（第一章）、夢羽（第二章、第三章）
- ヒミコ：奥山歩（第一章）、右京さつき（第二章）
- 紫月マキノ：奥山歩（第三章）
- 神沼カオル：運動開（第一章）、おおしたこうた（第二章、第三章）
- 相棒：神奈川剣（第三章）
- 痴漢男、のぞみの父：PAPA

## 実写化作品
『クリムゾンガールズ 囚われた女探偵たち』としてムーディーズから、2011年8月1日に発売された。

### 出演
- 菅野さゆき
- 北川瞳
- 浜崎りお
- 哀川りん

## 関連商品

### 書籍
- 『ヴァージントレイン 完全版』(海王社、2011年)ISBN 978-4796402521 - 「黒羽みつ」が主人公。
- 『ガールズファイト 完全版』（海王社、2011年）ISBN 978-4796402071 - 「泉アリサ」が主人公の一人。